# Orfeu
Orfeu (în limba greacă: Ορφεύς = Orfeus) a fost un muzician, poet și profet din mitologia greacă, fiul regelui trac Oeagrus și al muzei Calliope. După Pindar, tată îi era zeul Helios-Apollo, care i-a dăruit lira, instrument creat de ingeniosul Hermes. Cântăreț desăvârșit, personajul a devenit cu timpul arhetipul artistului. Legendele despre Orfeu fac referire la abilitatea sa de a fermeca prin muzica sa toate creaturile vii, dar și pietrele, încercările sale de a-și învia soția, Euridice, coborând după ea în infern, și moartea sa. Arhetip al cântărețului inspirat, Orfeu este una din cele mai semnificative figuri ale mitologiei clasice din cultura occidentală, fiind portretizat în mai multe forme de artă precum poezie, film, operă, muzică și pictură.
Pentru greci, Orfeu a fost fondatorul și profetul așa numitelor mistere orfice. El este considerat autorul „Imnurilor Orfice”, o colecție care a supraviețuit până în prezent. Unele surse datând din vremea grecilor antici susțin originile tracice ale sale.

## Mitul

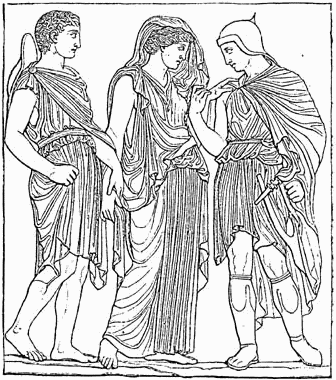
2. Despărțirea lui Orfeu de Euridice. Desen după relieful 1031 din Villa Albani, copie romană din sec. I e. n. după un relief attic consacrat divinităților din 420 î. Hr.

Fiul regelui trac, originar din regiunea munților Rodopi, a fost asemenea lui Tamiras și Heracles instruit de fratele său Linos în arta cântului, dobândind în ea o inegalabilă măiestrie. Muzica lui fermeca orice ființă, chiar și stâncile erau clintite din loc de cântul lui. Nu este deci de mirare că Orfeu a fost de mare ajutor argonauților, la a căror expediție a participat, domolind marea furtunoasă datorită puterii de a stăpâni prin arta lui elementele naturii. Conform istoriografului Diodor nu cântul, ci ruga fierbinte a fost cea care-i aduse izbăvirea . În versiunile mai vechi, Orfeu este recrutat de argonauți pentru a acoperi ademenirile sirenelor cu propriul său cânt.
După despărțirea de ortacii lui Iason, cântărețul s-a îndrăgostit de nimfa Euridice, dar fericirea sa alături de aceasta a fost de scurtă durată. Există două versiuni ale morții nimfei, din cauza mușcăturii unui șarpe veninos. După Vergiliu, Euridice era râvnită de Aristaeus, care, urmărind-o o dată, o făcu să calce în goana ei pe un șarpe. Ovidiu povestește că nenorocirea ar fi avut loc pe când nimfa culegea flori cu suratele ei, naiadele. Orfeu o plânse îndelung și, nesuportând până la urmă despărțirea, coborî în infern să o caute. El reuși, cântând, să înmărmurească întregul Tartar și să-l înduplece chiar pe zeul Hades să-i dea iubita înapoi. Consimțământul de a o însoți pe Euridice pe calea spre lumea pământenilor, alături de călăuzitorul sufletelor, Hermes, i-a fost dat cu condiția de a nu se uita nicio clipă la ea. Orfeu nu reuși, frământat de temeri cum era, să respecte această condiție; când mai avea doar un pas de făcut pentru a ieși la lumina zilei, el își întoarse capul și își pierdu astfel iubita pentru a doua oară. În pofida rugăminților eroului, care a rămas îndelung timp (la Vergiliu șapte luni, la Ovidiu șapte zile) în preajma râului Styx, înduioșând cu lira lui toate animalele sălbatice, Hades nu a mai eliberat-o pe Euridice. 
Singur și îndurerat pentru tot restul vieții, Orfeu și-a găsit, până la urmă, pe meleagurile natale sfârșitul, fiind sfâșiat în bucăți de menade, preotesele trace ale lui Dionis. Acestea erau mânioase pe el pentru că nu a participat la cultul lor orgiastic. După Ovidiu, capul și lira sa au fost aruncate în râul Hebrus și purtate pe marea Egee până pe țărmul insulei Lesbos. Acolo, capul fu cât pe ce să fie înghițit de un dragon, împietrit până la urmă de către Apollo. Deoarece capul nu încetase să cânte, i se înălță acolo un oracol. Insula deveni în acest fel leagănul poeziei lirice. Lira însǎ, fu ridicatǎ de zeii olimpieni în cer, unde formeazǎ constelația cu același nume.

## Originile tracice ale mitului
Izvoarele legendei afirmă în mod repetat originea tracică a lui Orfeu. Însăși arta cântului provenea în accepția vechilor greci din Tracia. Arrian pomenește în istoria dedicată patriei sale, Bithynica din secolul al II-lea î.Hr., o nimfă numită Tracia, cunoscătoare a plantelor tămăduitoare și născocitoare de melodii. Numele acesteia îl poartă ținuturile tracilor, cunoscute înainte sub denumirea de Pèrke (fragmentul 13 din Bithynica). Rădăcina indogermanică „per-/pir/per(k)” semnifică „stânca”, „piscul” sau "piatra", ceea ce denotă cultul tracic al unei divinități a munților, identificată de greci cu frigiana Cybele. Fiul acesteia s-a numit Pèrkos sau Peiros și a fost venerat chiar și în epoca Imperiului Roman, sub forma de "Heros equitans", a unui războinic trac călare, reprezentat uneori pe pietrele funerare romane. Toponimul Pirin/Perin al munților din sud-vestul Bulgariei este derivat din numele acestui zeu, care devine sub influența elenă Sabazios. Acest zeu al luminii zămislește apoi cu Zeița Mamă pe sacerdotul cultului său, identificat cu regele trac Rhesus, cu Orfeu și cu Zamolxis, acesta din urmă fiind numit și „Orfeul nordic”.

Orfeu

## Orfismul
Mitul este interpretat ca dovadă a existenței a unei religii arhaice în Grecia, poate de origine tracă, caracterizată de mistere și de credința în nemurirea sufletului. K. Meuli (1935) a descoperit în coborârea în Tartar chiar influența părăsirii trupului de către suflet în ritualurile șamanice de sorginte scitică. Cercetătorii datează răspândirea unei mișcări orfice în secolul al V-lea î.Hr. Deși Orfeu este văzut în mitologia elenă clasică, datorită originii sale apolinice, în opoziție cu adepții lui Dionysos, mitul său a influențat misterele dionisiace, în care zeul este dezmembrat, pentru a învia ulterior. Sectanții orfici l-au văzut de fapt pe Orfeu ca preot și inițiator al cultului lui Dionysos Zagreus și nu în postura de cântăreț. Orfismul a dat naștere multor opere lirice rǎmase anonime pentru a sugera propria vechime. Lui Herodot îi este cunoscutǎ însǎ originea mai nouă, presupus pitagoreicǎ și egipteanǎ, a scrierilor orfice. Poetul Onomacrit, care a trăit în perioada lui Pisistratus (ca. 607 - 528 î.Hr.), este probabil principalul falsificator al textelor mistice ale sectei, chipurile anterioare operei lui Homer și teogoniei lui Hesiod, pe care le-a atribuit lui Orfeu și lui Musaios.

## Cele mai importante surse scrise ale legendei
Mitul lui Orfeu este transmis literar de către ^:
- Ibykos într-un fragment poetic, unde este pomenită participarea eroului la expediția argonauților (secolul al VI-lea î.Hr.), transmis în: Priscinian: Grammatici Latini II, p. 276, ed. Heinrich Kell, sau în fragmentul 306 în PMG[8].
- Simonide în fragmentul 62 din operele sale, unde Orfeu se află probabil pe mare cu argonauții, deoarece cântul său farmecă și peștii. Fragmentul 567 în PMG[9], ca. 500 î.Hr.
- Pindar în cea de-a patra sa „Odă pythică”, versurile 176-177, unde susține originea apolinică a lui Orfeu (462 î.Hr.).
- Eschil într-un fragment din piesa de teatru „Bassarai” („Vulpile”), care nu s-a păstrat în întregime (prima jumătate a secolului al V-lea î.Hr.). Aici este descrisă pentru prima oară uciderea lui Orfeu de către menade și legătura lui cu orfismul tracic, prin menționarea munților Pnagaion drept ținut originar al acestuia.
- Euripide în „Alcesta”, versurile 357-362, unde sunt pomenite puterea cântului lui Orfeu asupra divinităților subpământene și calitățile profetice ale acestuia (a doua jumătate a secolului al V-lea î.Hr.). Orfeu este aici contrastat cu Admetos, care o pierde pe Alcesta, ceea ce a dus la presupunerea unei versiuni a legendei cu deznodământ fericit[10]. Această presupunere rămâne însă neîntemeiată, având în vedere că puterea lui Orfeu asupra lui Hades este pomenită în toate izvoarele așa-zisei versiuni alternative în contextul altor narațiuni, sub forma unei sintagme. Euripide laudă puterea lui Orfeu asupra elementelor din nou în „Ifigenia în Aulis”[11] și în „Bacantele”,[12]. Ca argonaut eroul este pomenit în „Hypsipyle”[13]. Euripide și/sau epigonii lui sunt deja influențați de rolul pe care-l joacă miticul cântăreț ca inițiator al orfismului, așa cum reiese și din „Rhesus”, o piesă atribuită marelui dramaturg, unde Orfeu este numit împreună cu discipolul său Musaios ca sacerdot. În acest rol, și nu în cel de cântăreț, el o poate influența pe Persefona, împiedicând coborârea în infern a sufletului său Rhesus[14].
- Aristofan se amuză pe seama orfismului în comedia Păsările (414 î.Hr.), parodiind geneza lumii dintr-un ou cosmic[15].
- Platon își manifestă în Banchetul oarecum disprețul pentru Orfeu, care s-a lăsat stăpânit de pasiuni[16]. Ca inițiator de mistere, Orfeu este însă pomenit elogios în dialogul Protagoras[17], unde puterea discursului filosofic asupra mulțimii este comparată cu persuasiunea muzicii. În Timaios Platon derivă numele lui Orfeu din culoarea „òrphninos”, care ar fi fost o combinație între negru, roșu și alb, culorile misterelor orfice[18]. Și în alte opere ale sale, Platon caracterizează orfismul în mod pozitiv[19]. În Phaidon, Socrate face totuși apologia inițiatorilor de mistere în general, aceștia trebuind să aibă o ținută morală impecabilă[20]. În Timaios, Platon se orientează probabil după genealogiile zeilor din „Teogonia” orfică[21].
- Phanocle: „Erotes e kaloi” (poezii homoerotice), fragmentul 1: „Orfeu se îndrăgostește de Calais și urmările”[22]. Acest fragment, datat în secolul al III-lea î.Hr., pune bazele interpretării de mai târziu a lui Orfeu ca homosexual. Poezia este dedicată iubirii eroului pentru un alt argonaut, Calais, fiul lui Boreas. Femeile trace îl ucid în această versiune pe Orfeu, deoarece acesta le înstrăinase soții, lăudând pederastria. Capul îi este aruncat în mare și este purtat de valuri până pe țărmurile insulei Lesbos, unde este înmormântat. Tracele au fost pedepsite de bărbații lor prin stigmatizarea cu tatuaje. Dragostea lui Orfeu pentru Calais este probabil o invenție a lui Phanocle, deoarece motivul nu va mai apărea în prelucrările legendei.
- Apollonios Rhodios în „Argonautica”[23]. Orfeu este pomenit în această operă din anul 240 î.Hr. ca primul dintre cei 54 argonauți, fiind luat de Iason în expediție pentru a acoperi ademenirea sirenelor prin cântul său.
- Papirusul Berolinensis 44 din Staatsbibliothek Berlin, secolul al II-lea î.Hr.. Orfeu este, conform acestei scrieri, fiul lui Oeagrus și al Calliopei și autorul unor imnuri de inspirație apolinică, redactate și îmbunătățite apoi de elevul său Musaios [24].
- Diodorus Siculus în „Istorii”[25]. Istoricul sicilian îl compară pe Orfeu cu Dionis, care, la rândul lui, a salvat o ființă dragă lui (Semele) din infern[26].
- Publius Vergilius Maro (Vergiliu) în „Georgica”[27]. În opera sa scrisă între anii 37-39 î.Hr., Vergiliu povestește episodul morții Euridicei în cadrul pasajului care tratează apicultura, Proteu interpretând pieirea albinelor lui Aristaeus ca pedeapsă a zeilor pentru urmărirea nimfei. După interpretarea dată motivului din Georgice de către Marcel Detienne în 1971, moartea Euridicei este cauzată aici de dragostea excesivă, simbolizată de un apicultor, deoarece luna de miere a cuplului fusese nepermis de lungă. Vergiliu tratează și coborârea lui Orfeu în infern, punând accentul pe lamentațiile cântărețului, grozăviile împărăției lui Hades și zădărnicia încercării de a o salva pe Euridice. Tonul tragic este preluat de la Orfeu de zeitățile naturii și de Euridice cea sortită să rămână veșnic în lumea umbrelor, pentru a ajunge în final iar în cântul eroului, după decapitare. Cercetătorii sunt de acord că narațiunea, așa cum se prezintă ea aici, pentru prima oară completă, nu este născocită de Vergiliu[28].
- Publius Ovidius Naso (Ovidiu) în „Metamorfoze”[29]. Ovidiu îl consideră pe Apollo tatăl eroului și folosește în mare parte cam aceleași izvoare precum Vergiliu, dar povestește legenda în „Metamorfozele” din 43 î.Hr. - 18 d.Hr. mult mai amănunțit. De pildă, umbra Euridicei este descrisă șchiopătând, din cauza mușcăturii de șarpe. Orfeu este caracterizat de hybris față de zeii subpământeni, cântul său devine demonic. Ovidiu ia pe deasupra în considerare atât izvoarele orfismului, cât și elegia lui Phanocle, deoarece descrie personajul ca dezgustat de femei după pierderea Euridicei, pledând pentru amorul socratic. Menadele îl urăsc așadar pe cântăreț datorită disprețului lui pentru ele. Cântul său le învinge inițial atacurile, este acoperit de-abia de zgomotele ritualurilor dionisiace, ceea ce duce la sacrificarea eroului în onoarea zeului Dionis, cu ajutorul uneltelor unor plugari care fugiseră, înspăimântați de sălbăticia menadelor. Sfârșitul legendei este însă la Ovidiu împăciuitor, pentru că întrevede după moartea lui Orfeu o reunire a îndrăgostiților. De remarcat este faptul că nici la Ovidiu, ca de altfel în niciunul dintre izvoarele antice care conțin în întregime legenda, nu este pomenit rolul lui Hermes drept călăuzitor în lumea umbrelor, care a fost acceptat de prelucrările mai târzii ca de la sine înțeles. Cea mai veche mărturie a rolului lui Hermes în legendă o constituie copia reliefului attic din secolul al V-lea î.Hr. (fig. 2).
- Mitograful Conon pretinde la începutul secolului I d.Hr. că moartea lui Orfeu nu s-ar fi datorat bacantelor lui Dionis, ci femeilor trace jignite de indiferența sa pentru ele. Acestea l-au sfâșiat furioase și i-au aruncat mădularele în mare. Zeii pedepsiră atunci Tracia cu o molimă de ciumă, a cărei răspândire nu a putut fi stăvilită decât odată cu recuperarea capului lui Orfeu. Acesta fu găsit cântând la gurile râului Meles și încredințat unui mormânt deasupra căruia se înălță templul unui cult care excludea femeile[30].
- Pausanias găsește în Descrierea Eladei cuvinte de laudă pentru Orfeu[31], mai ales în cartea 9, 30,4, unde îl caracterizează ca inițiatorul unei confraternități care excludea femeile, ucis din furia menadelor îmbătate de vin.
- Philostrat descrie în „Heroicos” și în „Vita Apollonii” de la cumpăna dintre secolele al II-lea și al III-lea d.Hr. circumstanțele ridicării unui oracol al lui Orfeu pe insula Lesbos, care a fost apoi interzis de însuși Apollo, devenit invidios pe popularitatea eroului[32].
- „Argonautica Orfică” din secolul al IV-lea d.Hr. este dedicată în întregime aventurilor lui Orfeu ca argonaut. Personajul este aici de-a dreptul un taumaturg, care mișcă ambarcațiunea Argo doar prin puterea cântului său, cu ajutorul căreia poate stăpâni de altfel atât stâncile, cât și sirenele[33].

Studiul izvoarelor relevă cunoașterea lui Orfeu întâi în postura de argonaut și cântăreț, apoi în cea a inițiatorului unui cult . Conform lui Jan Bremmer, chiar și ipostaza ca homosexual aparține unei versiuni mai vechi a legendei, care conținea uciderea lui Orfeu, dar nu și episodul cu Euridice. 

## Orfeu în literaturǎ
Mitul a fost des prelucrat și citat, de pildǎ de:
- Quintus Horatius Flaccus (Horațiu): Epistula ad Pisones din Ars poetica, ca. 13 î.Hr[36]. Orfeu este apreciat de Horațiu ca îmblânzitor al naturii feroce prin arta lui poetică. În acest fel a fost privit poetul apoi de către majoritatea autorilor patristici.
- Autor anonim: Sir Orfeo. Poem în limba engleză (1300)[37].
- Dante Alighieri: Divina Comedie (ca. 1307-1321). Orfeu este pomenit în al IV-lea cânt al „Infernului”[38]. El se află împreună cu alți scriitori și filosofi ai Eladei în cercul exterior al Infernului, în limb.
- Angelo Poliziano: Festa di Orfeo (1470), bazată pe versiunea lui Vergiliu, și Fabula di Orpheo, piesă de teatru scrisă probabil în 1480, publicată în 1494[39]. Textul acestei piese, care are loc intr-un mediu pastoral, este astăzi greu de reconstruit. El este transmis în trei versiuni, corupte probabil de textul Orphei Tragoedia, străin operei lui Poliziano.
- Pedro Calderón de la Barca: El divino Orfeo. piesă de teatru (1663).  Această alegorie creștină a mitului se bazează pe versiunea lui Vergiliu. Aristaeus este pentru Calderón Satana, care o seduce cu ajutorul șarpelui pe Euridice. Aceasta este în sensul tipologic Eva și în sensul anagogic sufletul creștinului (cf alegoriei în exegeza creștină). Doar Hristos, simbolizat de Orfeu, poate salva apoi sufletul.
- Johann Wolfgang von Goethe: Urworte. Orphisch. poezie (1817, publicată în 1820) compusă din cinci stanțe, purtând conform imnurilor așa-zis orfice (de fapt de proveniență elenistic-egipteană, pomenite în „Saturnalia” de Macrobius) titlurile grecești Daimon, Tyche, Eros și Ananke, cărora un Goethe la vârsta senectuții le adaugă titlul Elpis (Speranța). Primele patru stanțe au ca teme determinarea destinului uman, hazardul, iubirea și necesitatea[40].
- Mihai Eminescu: Memento mori, poezie (1872), strofele 54 și 55[41] În Povestea magului călător în stele (poezie postumă) este amintită harfa lui Orfeu[42].
- Rainer Maria Rilke: poezia Orfeu. Euridice. Hermes (1904)[43], inspirată de relieful attic din fig. 2 , și ciclul Sonetten an Orpheus (1922)[44]. În poezia din 1904 domină tonul elegiac, prin care este înfățișată o Euridice hieratică, aparținând deja în timpul ascensiunii alături de Hermes împărăției lui Thanatos. Puterea artei sau a iubirii se dovedesc a fi iluzorii. Ciclul sonetelor are doar ca temă generică arta poetică, reprezentată de Orfeu.
- Dino Campana: ciclul Cânturi orfice, creat între 1912 și 1913, publicat în 1914.
- Osip Mandelștam: poezie fără titlu din 1920, inspirată de opera Orfeo ed Euridice de Gluck. Eul liric se adresează aici Euridicei, care trăiește în cânturile poeților într-o „veșnică primăvară”, contrastată cu iarna aspră de la Moscova.
- Jean Cocteau: Orfeu, piesă de teatru (1926). Piesa poartă subtitlul „O tragedie”: ca profetul unui oracol, Orfeu interpretează poetic bătăile de copite ale unui cal (Pegas!) ținut într-o cămăruță îngustă. Auditorii săi, în frunte cu Euridice, sunt insensibili față de aceste semnale. Arta poetică este atacată aici din toate părțile: Euridice vrea să-l otrăvească pe Pegas pentru a-l avea pe Orfeu în întregime, bacanta Aglaonice este concurenta artistului pe tărâmul poeziei. Până la urmă Orfeu își pierde atât soția cât și inspirația poetică. În rolul mesagerului Hermes apare în piesă personajul Heurtebise, care demonstrează „în mod realist” poetului că lumea de apoi nu este accesibilă decât ca reprezentare, printr-o oglindă. Cunoscuta condiție pentru salvarea Euridicei este încălcată dintr-o greșeală, ca în cunoscuta operetă de Offenbach: Orfeu se împiedică și își zărește astfel soția. Rivala Aglaonice îl discreditează apoi pe artist în fața unui juriu  și determină sacrificarea acestuia. Capul poetului se rostogolește pe scenă și ajunge până la urmă pe un bust. În această poziție este interogat de oficialități și îl identifică pe Heurtebise cu Jean Cocteau. Asemeni creației artistice, ajunsă număr de circ, este ridiculizată și moartea, care este astfel din nou învinsă, chiar dacă prin procedeele iconoclaste tipice artistului modern, care nu mai este subiectul inspirației divine, ci doar observatorul analitic al dramelor și al miturilor in statu nascendi[45].
- Jean Anouilh: piesa de teatru în patru acte Eurydice (1941, reprezentată în 1942). Piesa, care își propune să ia în considerare și perspectiva Euridicei, nu s-a bucurat de succes. Nimfa din legendă este aici o actriță cu ambiții artistice similare „setei de absolut” a lui Orfeu, care este un muzician de stradă. Această sete îl caracterizează pe amândoi mai degrabă în trăirile personale. Tema iubirii este susținută de dialoguri psihologizante, abundând în același timp de conotații mitologice. Îndrăgostiții devin victimele unei societăți mercantile și intrigante, reprezentate de părinții lor și de trupa de teatru căreia îi aparține Euridice. Deși Euridice moare într-un accident, adevărata ei nimicire are loc în sufletul lui Orfeu, atunci când acesta află de fosta ei relație cu directorul ansamblului. Un Hermes luând chipul lui Monsieur Henri, un martor până atunci mut al întâmplărilor, îi cere unui Orfeu îndurerat să-și aștepte iubita timp de o noapte la restaurantul gării unde o cunoscuse. Interdicția clasică de a o zări pe Euridice este încălcată aici datorită geloziei impulsive a artistului. Rolul principal al femeii este justificat de preocuparea obsesivă cu trecutul acesteia. În ultimele acte dispar aproape în întregime referințele la condiția artistică, ele fac loc unei analize a legăturilor dintre Eros și moarte. În final, Orfeu găsește doar prin sinucidere o modalitate de a fi alături de Euridice.  Ca și în opereta lui Offenbach sau în piesa de teatru a lui Cocteau, calitățile artistice ale lui Orfeu sunt aici ignorate, punctual chiar contestate[46].
- Gottfried Benn: Moartea lui Orfeu, poezie (1946).
- Ingeborg Bachmann: Dunkles zu sagen. poezie (1952, publicată în 1953). Cântul lui Orfeu nu marchează la Bachmann o biruință, nu denotă nici măcar înfruntarea temerară, ci invocă el însuși moartea. Poetul face, precum Orfeu, să răsune pe coardele vieții moartea, are „lucruri întunecate de spus”. El este cel care intuiește „râul întunecat”, de care deocamdată (dar pentru cât timp?) nu este atinsă ființa iubită. Muzica nu mai este fermecătoare, ci atinge o coardă a tăcerii și lasă întunericul să se aștearnă. Îndrăgostiții descoperă astfel că nu-și aparțin unul celuilalt. În ultima strofă este totuși întrezărit un licăr de lumină, căci speranța se naște, ca în poezia lui Goethe, odată cu asumarea unei condiții tranzitorii.
- Tennessee Williams: Orfeu în infern (Orpheus Descending), piesă de teatru (1957). Piesa, reprezentată prima oară de teatrul Martin Beck din New York, este cea de-a cincea prelucrare a dramei extrem de controversate Bătălia îngerilor (Battle of Angels), din 1940. Motivele creștine ale versiunii inițiale sunt înlocuite aici de motive mitologice, care sunt interpretate din perspectivă psihanalitică. Orfeul modern al lui Williams este Val Xavier, un chitarist care-și câștigă pâinea prin cluburile de jazz din New Orleans. El coboară din proprie inițiativă în infern, renunțând la o existență nestatornică, de Don Juan, pentru relația cu o femeie captivă într-o căsnicie nefericită, Lady Torrance. Setea de purificare, de schimbare radicală a personajului este simbolizată de o haină din piele de șarpe. În infernul pe care și-l alege, un orășel din delta fluviului Mississippi, „Orfeu” este privit cu suspiciune datorită atitudinii sale neconformiste. Atunci când Lady Torrance se hotărăște în fine să renunțe la dependența față de soțul ei, acesta din urmă o împușcă și aruncă vina asupra lui Val, care este ucis de locuitorii furioși ai orășelului[47].
- Heiner Müller: Orfeu întors cu plugul (Orpheus gepflügt), poem în proză (1958, publicat în 1975). Dramaturgul german îl caracterizează pe cântăreț drept „bărbatul care n-a putut aștepta”, această descriere denotând mai degrabă insațietatea sexuală, la care face aluzie și Virgiliu, decât iubirea în sine. Moartea Euridicei este și cauzată în această interpretare de relațiile sexuale reluate în timpul lăuziei, pierderea ei pentru a doua oară datorându-se apoi nerăbdării bărbatului de a o poseda "înainte să fi fost nouă în carne". Pentru a evita în viitor asemenea inconveniențe, Orfeu născocește iubirea pentru băiețandri și nu poate fi atins de furia „muierilor” datorită cântului său. Müller îl parafrazează pe Ovidiu[48] atunci când descrie moartea eroului sub plugurile scăpate de sub mâna țăranilor, care nu jucaseră nici un rol în arta lui. Absolutizarea iubirii și a noțiunii de „l'art pour l'art” sunt deci criticate de Müller prin  deformări aduse chiar perspectivei mitologice.
- Iosif Brodski: Orfeu și Artemis, poezie (1964). Ca la Mandelștam, poetul îndură la Brodski vitregiile iernii. Cântărețul mitic a devenit aici "noul Orfeu", care privește urmele sălbătăciunilor în zăpadă, cărora Artemis le-a pierdut urma. Acest Orfeu este în serviciul puterii, în funcția de urmăritor, cenzor și falsificator. Poezia este scrisă în perioada în care Brodski a fost acuzat de „parazitism” și a devenit o țintă a calomniilor multor colegi de breaslă.
- Mircea Eliade: În curte la Dionis, nuvelă (1977) în care cuplul Adrian și Leana reprezintă pe Orfeu și Euridice. La Eliade se inversează (aparent) rolurile , Leana este cea care, în postura unei cântărețe de prin cârciumile bucureștene din perioada interbelică, farmecă „fiarele” cu cântul ei. Aceste „fiare” sunt atât oamenii „în stare naturală” cât și cei „în condiția lor culturală” desacralizată. Poetul Adrian, care-l întruchipează pe Orfeu, suferă în schimb de amnezie, ca și cum el ar fi băut din râul infernal Lethe. Cântul Leanei este singura cale de salvare, o salvare prin arta poeziei pe cale mistică, așa cum recunoaște Orfeu, în rolul unei instanțe reflexive, a apologetului și profetului aici. „Poeziei” îi sunt atribuite trăsături religioase și deci rolul de a reprezenta „Spiritul”, atitudine nu foarte îndepărtată de Herder, dar denotând și neîncrederea în conceptele politice și culturale ale lumii moderne, tipică  gândirii lui Spengler sau Nae Ionescu. Inversate sunt ipostazele protagoniștilor și în cazul motivului pierderii, Leana apărând după un tratament psihanalitic ca „văduvă”, o pierdere reală nefiind însă specificată în text. Tematizată este deci și neputința „științei” de a cuprinde incomensurabilul[49].
- Salman Rushdie: Pământul de sub tălpile ei (1999), romanul dragostei dintre Vina Apsara și Ormus Cama, doi membri ai unui grup de muzică rock. Vina se prăbușește și nu poate fi salvată de cântul lui Ormus.

Trebuie amintit și spectacolul 
- „Orfeu sau Cum sa te dezbraci de pene”, regizat la Teatrul Foarte Mic din București în 2005 de Nona Ciobanu pe texte de Gellu Naum și muzică de Alexander Bălănescu[50].

## Orfeu în operele filosofice
Platon este unul din gânditorii care își exprimă antipatia față de Orfeu. Această atitudine trebuie înțeleasă din perspectiva poziției în general critice a filosofului față de tagma artiștilor, așa cum reiese ea mai ales din Republica. În cuvântarea lui Phaidros despre Eros în Banchetul Orfeu este acuzat de moliciune și lașitate pentru că nu s-a sinucis din iubire. Zeii i-au hărăzit deci acestuia o pedeapsă binemeritată printr-o imagine înșelătoare a Euridicei și prin moartea violentă. Doar Boethius îl urmează pe Platon în verdictul negativ asupra cântărețului, care este pentru teologul roman călăuzit doar de pasiuni. Acest verdict este repetat de-abia de unii umaniști, majoritatea părinților bisericii asemuindu-l în schimb pe Orfeu cu Hristos (vezi notele la capitolul despre artele plastice). 
În perioada renașterii Orfeu este redescoperit ca reprezentant al muzicii. Prețuirea artei muzicale ca limbaj inițial al înțelepciunii se datorează platonicienilor florentini, care înțeleg din perspectiva teologiei creștine influența orfismului asupra lui Platon, dând pe deasupra „filosofiei iubirii” din Banchetul o nouă interpretare, în care Orfeu este artistul arhetipic. Marsilio Ficino este principalul apologet al personajului, el mărturisește în dedicația operei sale din 1469, In Convivium Platonis sive de Amore, că a aflat cu ajutorul lui Orfeu de puterea nețărmurită a lui Amor asupra lumii întregi. Ficino îi rezervă iubirii ca sublimație a pasiunilor senzuale un rol central în gnoseologie, ea fiind caracteristica sufletului nemuritor. Acesta se află pe o treaptă intermediară a ființei, între trup și divinitate. Ficino s-a identificat chiar cu Orfeu, compunând după propriile spuse imnuri orfice și acompaniindu-se la un instrument asemănător cu lira. 
Unul din precursorii empirismului, Francis Bacon, prețuiește la Orfeu după modelul patristic capacitatea de a stăpâni natura. Trăsăturile sacerdotale ale eroului trac se contopesc cu cele ale unui maestru stăpân pe arta sa în capitolul „Orpheus, or Philosophy” din opera sa din 1607, De sapientia veterum. Arta cântului este astfel interpretată ca un act normativ, care este necesar pentru a disciplina conviețuirea în societate și pentru a ordona gândirea. Această interpretare raționalistă se întâlnește atât la Giambattista Vico cât și la Leibniz. 
Analogia dintre filosofie și muzică intenționează s-o confirme și Jean-Jacques Rousseau, atunci când își amintește în „Confesiunile” sale cum ar fi dorit să-și găsească doar în muzică fericirea, asemeni unui „Orfeu modern”. Autorul „Contractului social” consideră însă muzica drept expresia originară a sufletului, legată de afecte și preliminară logos-ului. Inefabilul și frumusețea artei, percepute numai cu simțămintele, constituie și pentru Johann Gottfried von Herder o premiză a filosofării. Filosoful și artistul cu darul poeziei sunt predestinați, asemeni lui Orfeu, să conducă națiunile spre umanitate. Poezia însăși este la Herder o „filosofie a vieții”.
Latura demonică, dionisiacă a personajului îl interesează pe Georg Friedrich Creuzer, filolog care l-a influențat în mod hotărâtor pe tânărul Nietzsche. În opera sa Dyonisus sive Commentationes academicae de verum bacchiarum orphiarumque originibus et causis din 1802, Orfeu nu este văzut doar ca poetul apolinic, civilizator, ci și ca inițiatorul misterelor dionisiace. Friedrich Nietzsche ia în considerare atât această dublă ipostază cât și aprecierea dată muzicii de către Arthur Schopenhauer ca expresie nemijlocită a „voinței” în al său opus magnum „Lumea ca voință și reprezentare” din 1819) atunci când definește caracterul „dionisiac” al relației dintre muzică și filosofie. În „Nașterea tragediei din spiritul muzicii” din 1872 Nietzsche subsumează sub numele lui Orfeu curentele idealiste în filosofie, pe care le combate ca „apolinice”. Socrate își găsește sfârșitul ca un „nou Orfeu” datorită forțelor dionisiace cărora li se împotrivise. Aceste forțe au dat naștere în perioada de supremație a platonismului la diverse culte secrete, printre altele și orfismului. Ca simulacre ale forței vitale, acestea au putut fi integrate în idealismul metafizic. Nu Orfeu, ci Dionis este de aceea la Nietzsche reprezentantul muzicii. Atitudinea depreciativă față de Orfeu și orfism devine evidentă după ruptura cu Wagner, care este caracterizat în capitolul 87 („Despre vanitatea artistului”) din „Știința veselă” (1882) drept un „Orfeu al tuturor mizeriilor secrete” (verdictul este repetat în „Nietzsche contra Wagner”, 1895). Tendințele ascetice ale orfismului sunt evidențiate deja în capitolul 5 („Întrecerea lui Homer”) din „Cinci preambuluri pentru cinci cărți nescrise” (1872).

## Orfeu în muzică

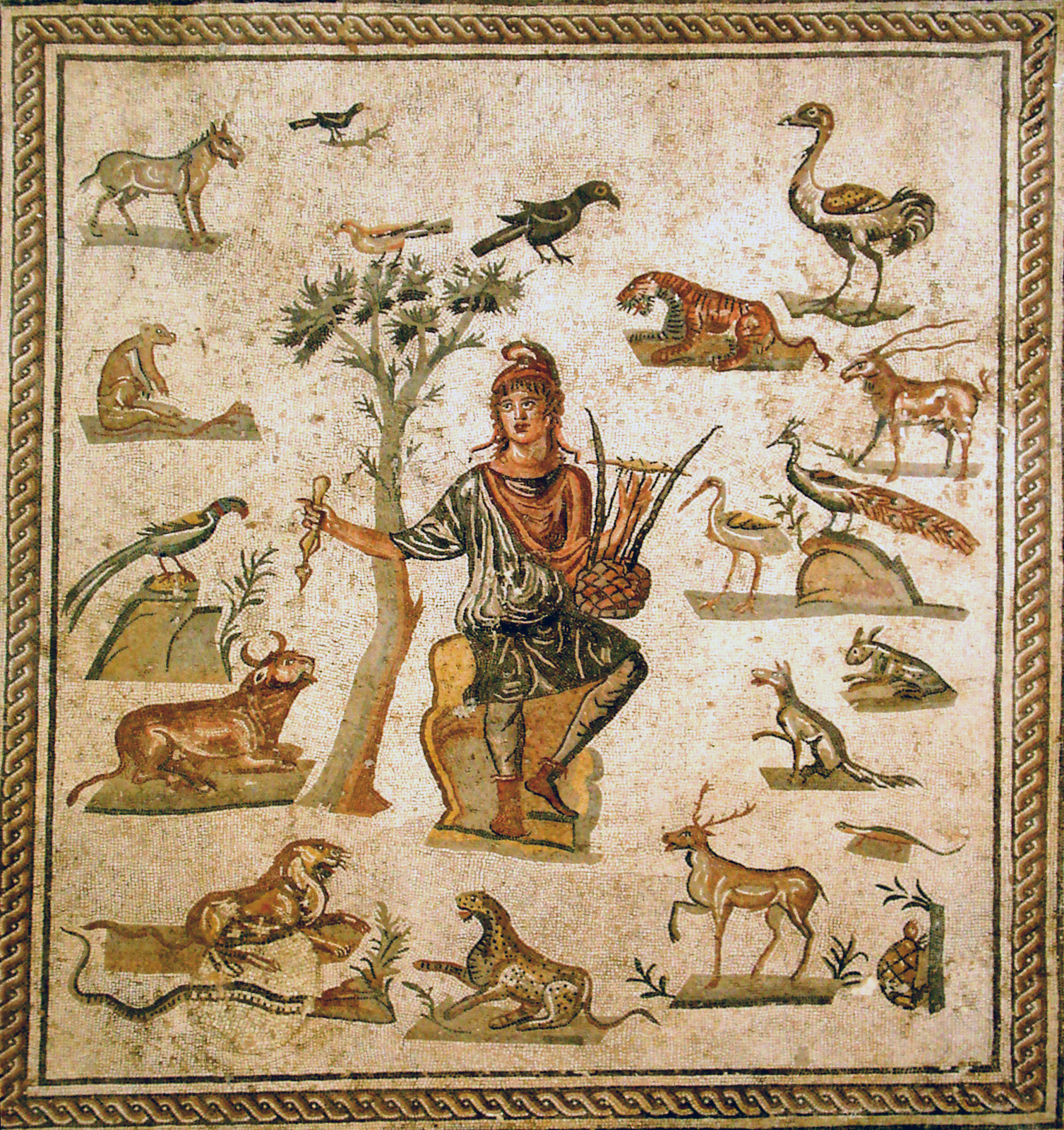
3. Orfeu în mijlocul animalelor, mozaic roman din Museo archeologico regionale di Palermo, fotografie Giovanni Dall'Orto.

Personajul a inspirat pe mulți muzicieni, de exemplu: 
- Angelo Poliziano a conceput nu numai versuri cu acest subiect, ci și drama muzicală Favola di Orfeo din 1480, reprezentată în Mantova cu ocazia nunții lui Francesco Gonzaga cu Isabella d'Este. Drama se orientează după versiunea dată de Vergiliu legendei și se încheie cu sacrificarea lui Orfeu de către bacante, datorită faptului că devenise pederast[59]. Muzica, compusă probabil de mai mulți compozitori mantovani, nu s-a păstrat, dar trebuie menționată încercarea ansamblului „Huelgas” din 1981 de a o reconstrui cu ajutorul unei compilații[60].
- Jacopo Peri: opera L´Euridice după „favola drammatica” în trei acte a lui Ottavio Rinuccini, reprezentată în 1600 la Florența, cu ocazia nunții Mariei de´ Medici cu Henric al IV-lea al Franței. Această primă operă din istoria muzicii ale cărei note s-au păstrat a fost reprezentată exclusiv pentru mireasa care-și sărbătorea în Florența natală singură nunta, fără mire. Reprezentația a inclus și pasaje compuse de Giulio Caccini, concurentul lui Peri. În drama lui Rinuccini Orfeu reușește să-și salveze soția.
- Giulio Caccini: opera L´Euridice după aceeași „favola drammatica” a lui Ottavio Rinuccini, reprezentată în 1602 la Florența. Caccini, cântăreț la curtea Medicilor, concurase deja cu Peri pentru a fi însărcinat cu organizarea festivităților din 1600, dar nu reușise să-și impună atunci și propria compoziție cu tema „Euridice”. Versiunea reprezentată în 1602 este mai complexă din punct de vedere muzical decât cea a rivalului Peri, care folosise mai multe recitative.
- Claudio Monteverdi a compus, sub mecenatul principilor de Gonzaga ca și Poliziano, prima operǎ cu numele L’Orfeo, cu un libret în cinci acte de Alessandro Striggio, reprezentatǎ în 1607 în Mantova. Tema rugii lui Orfeu în fața unui Charon indiferent și cea a salvării Euridicei îi permit compozitorului să strălucească cu pasaje muzicale extrem de elaborate, care asimilează influența madrigalelor. Ca în madrigalele sale, Monteverdi nu pregetă să introducă disonanțe și modificări bruște de tempo atunci când exprimă muzical mari pasiuni. Remarcabil este și spectrul neobișnuit de larg de instrumente care acompaniază neliniștea și durerea lui Orfeu, care permite dealtfel chiar executarea unei mici uverturi, precum și a pasajelor instrumentale între acte. Monteverdi pune prin această inovație bazele orchestrației operei moderne, ceea ce îl determină pe Theodor W. Adorno (1978) să declare că tocmai lui Orfeu i se datorează arhetipul operei. Opera lui Monteverdi se încheie cu salvarea cântărețului de către Apollo, conform unei revizii a libretului de către Striggio, care în prima versiune îl lăsase pe erou pradă bacantelor. Sfârșitul acesta senin este retractat apoi în numeroasele prelucrări moderne ale operei.[61].
- Jean-Philippe Rameau : cantata Orphée (cca. 1721).
- Georg Philipp Telemann: opera Mirabila statornicie a iubirii sau Orfeu (1726), prelucrată drept Iubirea dornică de răzbunare sau Orasia, regina văduvă în Tracia (1736). Libretul conține recitative și arii în limbile franceză, italiană și germană, preluate din alte opere. Orasia este o regină tracă îndrăgostită de Orfeu, care se face vinovată de moartea Euridicei. Orfeu încearcă zadarnic să-și salveze iubita din infern și este ucis până la urmă de regina tracă. Tragedia Orasiei este aici subiectul principal, prin sinuciderea acesteia se și încheie opera.
- Christoph Willibald Gluck încearcă să reformeze genul operei eroice cu Orfeo ed Euridice, reprezentată pentru prima oară la Viena, în 1762. Altfel decât Monteverdi în opera sa lirică, Gluck își propune, secundat de libretistul Rainieri de´ Calzabigi, să simplifice narațiunea și pasajele de canto pentru a obține mai multă credibilitate din punct de vedere dramatic. Justificarea ariilor, a pasajelor corale și a dansurilor de cursul acțiunii este subordonată de asemenea acestei intenții. Într-o prelucrare mai târzie, reprezentată în 1774 la Paris, compozitorul renunță parțial la aceste principii prin adaosuri la partiturile de canto. Zbuciumul dramatic nu este însă aplanat, având în vedere faptul că, și la Paris, opera începe cu un strigăt sfâșietor al lui Orfeu, care tocmai află de moartea Euridicei. Aceasta va fi în final readusă în lumea celor vii de către Amor. Opera lui Gluck are deci un sfârșit fericit, morala secolului al XVIII-lea nepermițând să rămână virtutea nerecompensată. Opera este reprezentată în prezent de obicei în prelucrarea lui Hector Berlioz din 1859, cu o orchestrație adaptată ansamblurilor moderne și cu o partitură de alto a rolului  principal[62].
- Joseph Haydn: opera L'anima del filosofo ossia Orfeo ed Euridice (1791), concepută în cinci acte, dar rămasă fragment și reprezentată pentru prima oară de-abia în 1951 la Florența. Cele patru acte care s-au păstrat au o acțiune care, lipsind libretele, nu mai poate fi reconstruită. Ea se orientează în linii mari după textul lui Vergiliu, cu adaosul unei introduceri în care Orfeu o salvează pe Euridice de oamenii sălbatici ai pădurii și o ia de soție. În actul patru, bacantele poartă capul lui Orfeu spre Insula Bucuriei, dar sunt surprinse pe mare de o furtună, care probabil le va nimici[63].
- Gioacchino Rossini: cantata Il pianto d´armonia per la morte d´Orfeo (1808).
- Franz Schubert: Lied des Orpheus, als er in die Hölle ging, lied pe versurile lui Johann Georg Jacobi (1816). Textul numește iubirea în general ca motiv al coborârii în infern, nu pe Euridice. Liedul, compus de Schubert la vârsta de 19 ani, este considerat ca fiind mai degrabă nereușit din punct de vedere muzical.
- Hector Berlioz: La mort d'Orphée. Monologue et bacchanale pour ténor, choeur de femmes et orchestre, compoziție pentru cor (1827).
- Franz Liszt: poemul simfonic „Orfeu” (1854). Inspirat de opera lui Gluck, poemul a fost creat inițial ca preludiul acesteia[64].
- Jacques Offenbach: opera burlescǎ Orfeu în infern (1858), pe libretul lui Hector Crémieux și Ludovic Halévy[65]. Deja intriga se dovedește a fi la Offenbach o parodie a mitului, care acuză dubla morală a societății burgheze: cuplul Orfeu/Euridice este cuprins de lehamite reciprocă, dar convențiile sociale stau în calea unui divorț. Euridice întâlnește ca într-o înscenare de roman pastoral un ciobănaș, de care se lasă foarte benevol sedusă. Acesta este însă stăpânul infernului și o răpește pe nimfă în lumea subpământeană. Violonistul Orfeu nu simte decât ușurare văzându-se eliberat de cătușele căsniciei, dar este obligat de o Opinie Publică personificată să-și caute soția. Astfel ajunge Orfeu întâi în Olimp, unde domnește aceeași discordie ca în lumea muritorilor. Jupiter, numit în mod ghiduș „papa Piter„ sau „Jupin”, este obligat de Juno să i-o ceară lui Pluto pe Euridice înapoi. În al doilea act zeii olimpieni vizitează de aceea infernul, considerând vizita dealtfel drept o distracție binevenită. Jupiter o seduce la rândul lui pe Euridice și o ascunde în rândurile bacantelor, care îi atrag pe toți zeii să se alăture cancan-ului lor dezlănțuit. Euridice este însă descoperită și cedată lui Orfeu, care nu arde deloc de nerăbdare să o zărească. Jupiter este cel care provoacă până la urmă deznodământul clasic, printr-un fulger care îl sperie pe Orfeu și îl obligă, ca în legendă, să se întoarcă spre Euridice. Destinul acesteia nu mai interesează, ea rămâne pur și simplu o bacantă[66].
- Richard Wagner: opera bufă Comedie în stil antic. O capitulare (1870), care vrea să fie un persiflaj la adresa operei lui Offenbach și în același timp al haosului care domnea după părerea compozitorului la Paris înainte de capitularea Franței în fața Germaniei. În viziunea destul de confuză a lui Wagner, Victor Hugo se ivește din cloaca pariziană și devine martorul unei ceremonii în care alsacienii și lorenii jură cu un fals patetism credință Franței. Întors în infernul de la Paris, poetul asistă la încercările gratuite, pline de zarvă, ale politicienilor de a ridica (la propriu, cu un balon!) spiritul francez în slăvi. Jacques Offenbach apare și cere calmul. În pofida originii germane el este acceptat de toți ca lider, căci este un „individ internațional”. Parizienii  îl urmează ca niște șobolani pe acest Orfeu aflat în rolul flautistului vrăjitor din Hameln. Finalul constă într-o apoteoză a lui Offenbach, în cadrul căreia francezii vor să civilizeze și spiritul îngust al teutonilor. Opera debordă nu atât de idei umoristice cât de antisemitismul compozitorului, de invidia lui pentru succesul enorm al colegului de breaslă și de temerile față de o hegemonie culturală a Franței în Europa[67].
- Claude Debussy: opera în cinci acte Orphée roi cu un libret de Victor Segalen, rămasă în stadiul de proiect (cca. 1907). Segalen lucrează până în anul 1916 la o prelucrare a mitului care să-l caracterizeze pe Orfeu, altfel decât operele precedente, ca tipul artistului neînțeles. De aceeași părere cu Segalen, Debussy intenționa să compună pentru rolul lui Orfeu doar pasaje de canto. Acesta este caracterizat, conform concepției romantice, drept artist trăind în turnul lui de fildeș, care acceptă la rugămințile Euridicei să fie regele tracilor. Neînțeles atât de supușii săi cât și de Euridice, Orfeu trebuie să renunțe la arta cântului pentru a-și găsi o fericire banală în căsnicie. Soția îi va înțelege până la urmă aspirațiile și se va sacrifica pentru arta lui. Orfeu o urmează în lumea de apoi, dar se îndoiește că o va găsi acolo. Umbra Euridicei se dovedește într-adevăr a fi preoteasa menadelor, pe care artistul o învinge cu puterea cântului său. Reîntors în patrie, Orfeu este ucis de menadele setoase de răzbunare.
- Ernst Křenek: opera Orpheus und Euridyke (1923), după o piesă de teatru concepută de Oskar Kokoschka în timpul războiului, între 1915 și 1917. Piesa este creată în continuarea unor opere lirice prin care pictorul și poetul Kokoschka își exprimase iubirea pentru Alma Mahler, în care perechea de îndrăgostiți renunță prin unire la individualitate (un motiv cultivat dealtfel și de Art Nouveau sau de literatura de „Fin de siècle”). Procesul de creație literară a fost însoțit de numeroase schițe ale pictorului, înfățișând un Orfeu deznădăjduit pe câmpul de luptă sau, alături de Euridice, în postura de victimă a furiilor. După premiera dramei din 1917, Kokoschka dedică reprezentației teatrale un tablou cu „Orfeu și Euridice”. Și muzica lui Křenek, concepută inițial ca prelucrare pentru pian a piesei de teatru, se mulțumește cu un rol oarecum ilustrativ, punând doar accentul pe natura demoniacă a femeii mai mult decât piesa. Tânărul compozitor avea pe atunci o relație cu Anna Mahler, fiica Almei, și era influențat de misoginismul lui Otto Weininger. În piesă apare pe lângă Orfeu și Euridice perechea Amor și Psyche, un cuplu nefericit care dublează personajele principale. Acest adaos a fost probabil influențat de teza de doctorat a lui Weininger: „Eros und Psyche. Eine biologisch-psychologische Studie”. Legătura dintre îndrăgostiți este pecetluită printr-un inel cu inscripția „Allos Makar”, o anagramă a numelor Oskar și Alma. Acesta este înghițit de șarpele care o mușcă pe Euridice și îi sortește o existență alături de Hades, după ce a fost răpită de către furii. Ca la Offenbach, Euridicei îi sunt conferite trăsături ale Persefonei. Aceasta are o relație cu stăpânul Infernului și este înjunghiată de Orfeu din cauza aceasta, chiar în timpul salvării ei. Eroul este condamnat să subziste în mijlocul unor ruine, unde își găsește lira și își ridică glasul pentru a-și exprima ura pentru Euridice. Acest cânt atrage mulțimea, care se lasă pradă unui extaz bacanal care culminează prin spânzurarea lui Orfeu. În timp ce perechea Amor/Psyche își găsește fericirea prin vindecarea lui Amor de orbire, Orfeu este sugrumat chiar și în infern de Euridice. Legătura dintre cei doi se dovedește a fi ura, nu iubirea. Lira cântărețului este în final redată pământenilor.
- Carl Orff a prelucrat de mai multe ori (în 1923, 1929 și 1940) opera lui Monteverdi.
- Darius Milhaud: opera Le malheurs d´Orphée (1924).
- Kurt Weill: cantata Der neue Orpheus (1925) pe textul lui Yvain Goll.
- Paul Hindemith a prelucrat și el L’Orfeo de Monteverdi (1943/1944).
- Igor Stravinski: baletul Orfeu (1947)[68].
- Jean-Louis Martinet: poemul simfonic în două părți Orphée (1945, revizuit în 1965).
- Georges Auric: muzica filmului Orfeu de Jean Cocteau (1950).
- Bruno Maderna: versiune a lui Orfeo de Monteverdi (1967).
- Alexandr Zhurbin: Orfeu și Euridice, operă rock (1975) cu un succes enorm în fosta URSS.
- Luciano Berio: Orphéo (1969/1970) și Orphéo II (1984), prelucrări ale operei L’Orfeo de Monteverdi, cu multe alte citate și cu un final tragic.
- Hans Werner Henze: baletul Orpheus pe baza textului lui Edward Bond (1976-1979), reprezentat în 1979 la Stuttgart. Compoziția are și o versiune pentru sala de concert. La Henze și Bond Orfeu nu se distinge inițial prin calități artistice, ci este un om simplu, căruia de-abia Apollo, un potentat în rolul de mecena, îi permite, acordându-i o liră, să-și dezvăluie aptitudinile muzicale. Dragostea artistului pentru țăranca Euridice îl deranjează pe acest mecena, care dorește să asculte doar elogiile adresate lui. În ciuda puterii uriașe a lui Apollo, care îi are în subordine pe Persefona și Hades, Orfeu reușește s-o salveze pe Euridice prin cântul său, dar numai pentru scurt timp. Temele muritorilor sunt susținute liric, de instrumente cu coarde, pe când muzica lui Apollo este interpretată de instrumente metalice, de percuție sau de suflat. Când nimfa cade din nou pradă lui Hades, Orfeu își pierde mințile și își zdrobește lira, ceea ce provoacă plecarea aristocraticului Apollo. Eroul însă se emancipează ca artist de influența zeului și interpretează pe lira lui sfărâmată un cântec nou, care trezește morții la viață și pecetluiește în acest fel chiar sfârșitul infernului. În final, Orfeu dansează alături de Euridice și de alți muritori. Muzica oamenilor, devenită pentru un timp arta lui Apollo, revine prin distrugere și haos la originile ei. Sfera mitului îl preocupă în continuare pe Henze, care a prezentat în 2004 la Berlin drama muzicală „Aristaeus”.
- Philip Glass: opera  Orphée (1993) dupǎ filmul lui Cocteau din 1949.
- Dinu Ghezzo (profesor de muzică la NYU, originar din România): In Search of Eurydice, improvizație pentru pian solo, narator și electronic sound (1996).
- Umbah: Orpheus, piesă Death Metal din albumul Solaris (1997).
- Japanic: Orpheus Express, piesă rock din albumul Red Book (1999).
- Above the Garage: Descent of Orpheus, Game-Soundtrack  (1999).
- CreamClub2200: Orpheus, muzică ambient (2000).
- EtherGun: Engines of Orpheus, muzică trance (2000). Un fragment se poate audia pe D 30 Orpheus digital[nefuncțională]
- Manfred Stahnke: Orpheus Kristall (2002), „Operă pentru două medii” reprezentată la a 8-a Bienală a Teatrului Muzical de la München cu un concept interactiv, care a permis unor muzicieni aflați departe de locul reprezentării să influențeze cursul narativ și muzical al operei prin secvențe transmise prin internet (online Arhivat în 9 iulie 2006, la Wayback Machine.).
- Alexander Bălănescu: muzică pentru piesa de teatru Orpheus sau Cum să te dezbraci de pene (2005)
- Tudor Feraru (compozitor clujean, n. 1976), baletul Lira lui Orfeu, premieră la Academia de Muzică Gheorghe Dima, 2011[69]
- Șerban Marcu (compozitor clujean, n. 1977), baletul cântat orfeuridice, pe versuri de Elena Maria Șorban, premieră la Academia de Muzică Gheorghe Dima, 2011[70]

## Orfeu în artele plastice

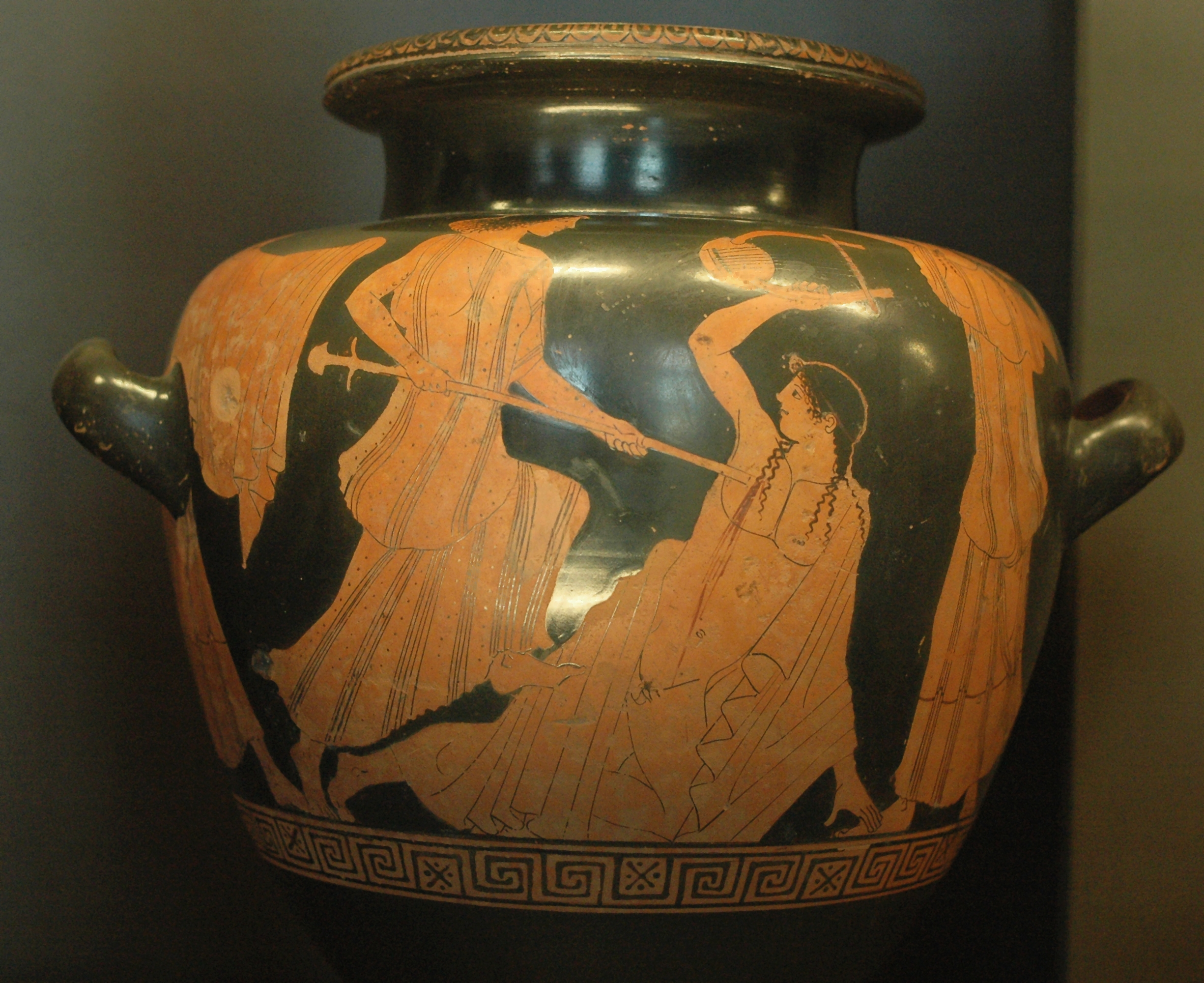
4. Moartea lui Orfeu, stamnos attic cu figuri roșii de Hermonax, ca. 470 î.Hr., Musée du Louvre, G 416. Fotograf: Jastrow (2006)

Una din cele mai vechi reprezentări ale lui Orfeu se întâlnește pe o metopǎ din tezaurul Sikyonienilor din Delfi, unde acesta se află în rândul argonauților, alături de un alt cântăreț (ca. 550 î.Hr.). Această reprezentare corespunde versiunii celei mai vechi a legendei, legată de mitul argonauților. De obicei, Orfeu este înveșmântat în pictura Greciei antice în portul trac, cu cizme, himation cu motive geometrice și tichie frigiană (inițial o căciulă din blană de vulpe, împrumutată chiar din portul bacantelor înveșmântate cu piei de animale). Scenele tipice sunt ulterior cea a cântului și cea a morții eroului. Moartea sa violentǎ este înfățișată de pildă în imaginea din stânga (Fig. 4), dar și pe o amforă în „British Museum”, Londra SA 709 sau pe hidria 90156 aflată în Boston Museum of Fine Arts. În pictura greacă, tracele din această scenă sunt caracterizate foarte des prin tatuajele de pe brațe, care după Phanocle sancționează chiar crima lor (vezi capitolul despre „Cele mai importante surse scrise ale legendei”).
Despărțirea de Euridice este reprezentată în artă în toate secvențele posibile (cu puțin înainte de zărirea Euridicei (a), chiar în momentul întoarcerii lui Orfeu (b), imediat după aceasta (c), în timp ce îndrăgostiții își iau rămas bun (d) sau în momentul despărțirii (e), ceea ce denotă interesul deosebit pentru lirismul temei. O formulare frumoasă a tipului d se întâlnește într-o copie romană a unui relief attic (vezi ilustrația capitolului „Legenda”, fig. 2 ). Gestica duioasă a perechii este opusă acolo într-o armonie formală desăvârșită fermității cu care Hermes își îndeplinește rolul de călăuzitor în lumea umbrelor.
O categorie aparte o formează scenele reprezentate pe vasele găsite în sudul Italiei, mai ales în Puglia, datând din secolul al IV-lea î.Hr. Acestea înfățișează cu predilecție coborârea eroului în imperiul lui Hades, alături de alte scene plasate în infern, probabil datorită răspândirii imnurilor orfice și a orfismului în regiune. 
În antichitatea târzie devin mai frecvente scenele în care cântărețul apare în port frigian (cu pantaloni și tichie), în brațe ținând lira, înconjurat de animalele sălbatice țintuite de vraja melodiilor sale, de exemplu în pictura murală din Casa d'Orfeo, Pompei. Și mozaicurile romane preferă această temă, după cum se poate observa în fragmentele din Rottweil, Germania (online  și  Arhivat în 9 octombrie 2007, la Wayback Machine.), din Tarsos (azi Turcia) sau din Palermo (Fig. 3). Postura de stăpânitor al naturii este dictată de caracterul reprezentativ al mozaicurilor din vilele romane. 
Motivul coborârii în infern este citat în sens moralizator de iconografia creștină, începând cu renașterea devine interesantă tematica iubirii și cea a condiției artistului.

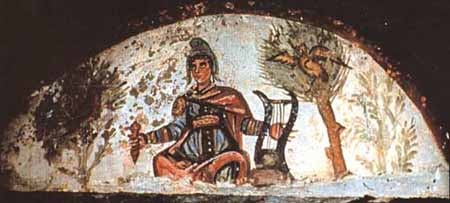
5. Iisus ca Orfeu, pictură murală din catacomba sfinților Petru și Marcellinus

În pictura catacombelor, Iisus este înfățișat uneori ca Orfeu, cu lira și înconjurat de animale (Fig. 5). Motivul principal al acestor împrumuturi din pictura murală romană este susținerea monoteismului de către erou, evidentă pentru Clemens Alexandrinul și Eusebiu în atașamentul pentru Apollo și în refuzul venerării lui Dionysos, dar sunt invocate în afară de aceasta puterea sa de a domoli natura (dupǎ tipul Bunului Păstor), precum și cântul ca simbol al mesajului lui Hristos. Coborârea în infern este văzută pe deasupra ca analogie a coborârii Mântuitorului în limb. 
În pofida acestor izvoare patristice, analogia cu Isus rămâne în arta creștină sporadică. Puține sunt în epoca romanică și reprezentările lui Orfeu în ipostaza muzicianului sau cea a oratorului elocvent, având vioara ca atribut, precum în scena unui capitel din catedrala din Geneva, sau lira, ca în ilustrația „Armoniei sferelor” de pe prima pagină a lucrării istorice „Liber pontificalis”, Ms. 672 a Bibliotecii Municipale din Reims. În acest manuscris din Reims, Orfeu  este văzut ca un bărbat înaintat în vârstă, conform rolului său de precursor al tuturor muzicienilor. Ca instrument al elocinței lui Orfeu poate figura uneori și flautul, care fermeca natura bucolică din Eclogele" lui Calpurnius .  
În reprezentǎrile gotice se gǎsesc și interpretǎri curioase ale mitului, datorate poate tematicii neobișnuite la acea vreme. Jean Miélot înscenează astfel un fel de „Happy End” în miniatura unui manuscris din Bruxelles al „Epitre d‘Othéa à Hector” de Christine de Pisan, de la jumătatea sec. al XV-lea. Autoarea condamnă de fapt coborârea lui Orfeu în infern, dar ilustratorul îi arată pe Orfeu și Euridice scăpând de gura iadului, reprezentată drept gura dragonului împietrit de Apollo în „Metamorfoze”. Textul acestui manuscris se bazează dealtfel parțial pe opera lui Ovidiu, asemeni mult mai răspânditelor comentarii „moralizatoare” ale sec. XIV, care interpretează unele din „Metamorfoze” într-un sens tipologic, ca prefigurări în cadrul escatologiei creștine. Acest tip de manuscrise permite reprezentarea miturilor "păgâne" într-o măsură necunoscută până atunci.

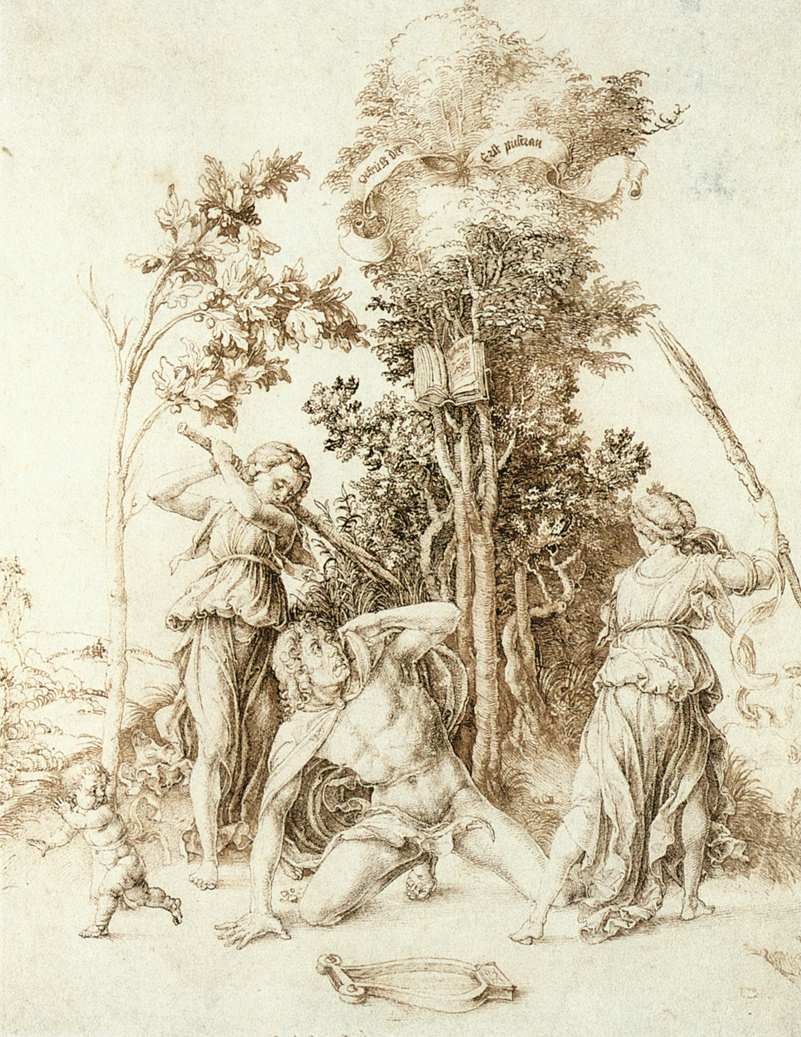
6. Dürer: Moartea lui Orfeu (1494), Desen 289 x 225 mm, Kunsthalle Hamburg

În perioada umanismului tema devine o datǎ cu primele ediții ilustrate ale “Metamorfozelor” lui Ovidiu de sine stǎtǎtoare, își pierde toate conotațiile impuse de exegeza creștină. Deja din sec. al XV-lea Orfeu devenise în Italia reprezentantul homosexualitǎții, datoritǎ pasajelor din operele lui Ovidiu și Phanocle în care este pomenită pederastia (vezi sursele scrise ale legendei ), dând naștere unui joc de cuvinte cu denumirile latine de „bulgarus”, respectiv „bougonia” și cea italianǎ de „buggerone” (pederast). Aceastǎ interpretare coexistǎ cu prețuirea acordatǎ orfismului și lui Orfeu ca artist promovând autonomia esteticului de cǎtre neoplatonicienii din anturajul familiei de Medici, care este evidentǎ mai ales la Marsillio Ficino și la Angelo Poliziano. Andrea Mantegna reprezintă conform acestor concepții uciderea lui Orfeu pentru prima oară în cadrul unui ciclu de fresce în grisaille dedicat cântărețului din palatul ducal din Mantova (1464-1474), apoi, probabil mai liber, într-o compoziție care n-a dǎinuit decât într-o copie a unui gravor italian. Acea alegorie a conflictului dintre sexe și a pierzaniei datorată poftelor carnale i-a servit probabil ca inspirație lui Albrecht Dürer (Fig. 6). Istoricul artei Aby Warburg a consacrat în studiul său despre „Dürer și antichitatea italiană” termenul de „formulă a patosului” („Pathosformel”) pentru poziția acestui Orfeu, care corespunde poziției rezervate în antichitate celor care mor în luptă, ridicându-se pentru ultima oară ca să-și înfrunte dușmanii (v. ilustrație comparativă).    
Pictura flamandă preferă în schimb, începând cu sfârșitul sec. al XVI-lea, reprezentările în postura cântărețului, de exemplu în mai multele versiuni ale pictorului R. Savery, sau în scena coborârii în infern, așa ca la Jan Bruegel: „Orfeu în infern” (1594), în Palazzo Pitti, Galleria Palatina, Florența . Peter Paul Rubens descrie scena în infern într-un tablou din 1636, azi în Prado, Madrid, foarte amănunțit, arătându-i pe lângă Orfeu și Euridice și pe Pluto cu Proserpina. Aceste reprezentări se referă la descrierea dantescă a iadului și se află în tradiția iconografică a tondo-ului pictat de Luca Signorelli în domul din Orvieto (1503), care înfățișează coborârea în infern și despărțirea de Euridice. Barocul târziu va continua această tradiție, în fond medievală, a reprezentării mitului sub forma unui citat adus în slujba înscenărilor moralizatoare, așa ca în programul picturilor lui Giovanni Battista Tiepolo din salonul palatului venețian Sandi (1724/25), care ilustrează „Puterea elocinței”.  

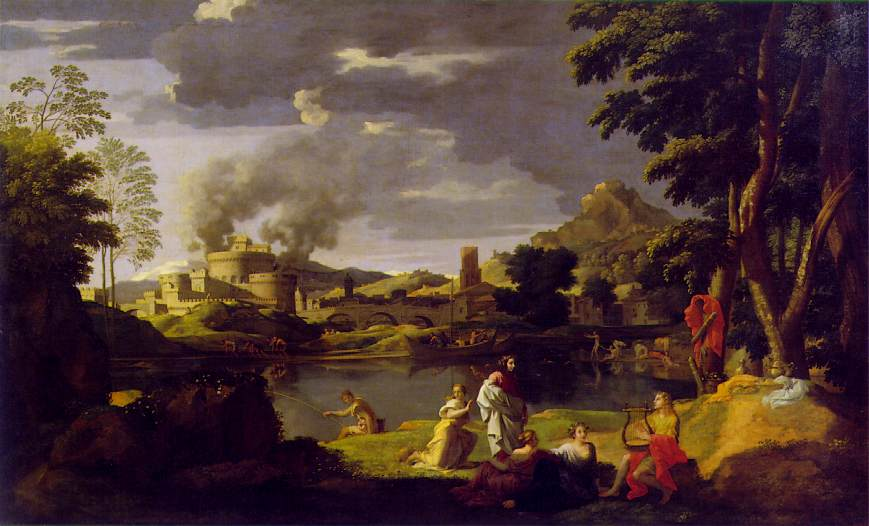
7. Nicolas Poussin: Peisaj cu Orfeu și Euridice din 1648, 124 x 200 cm, Musée du Louvre

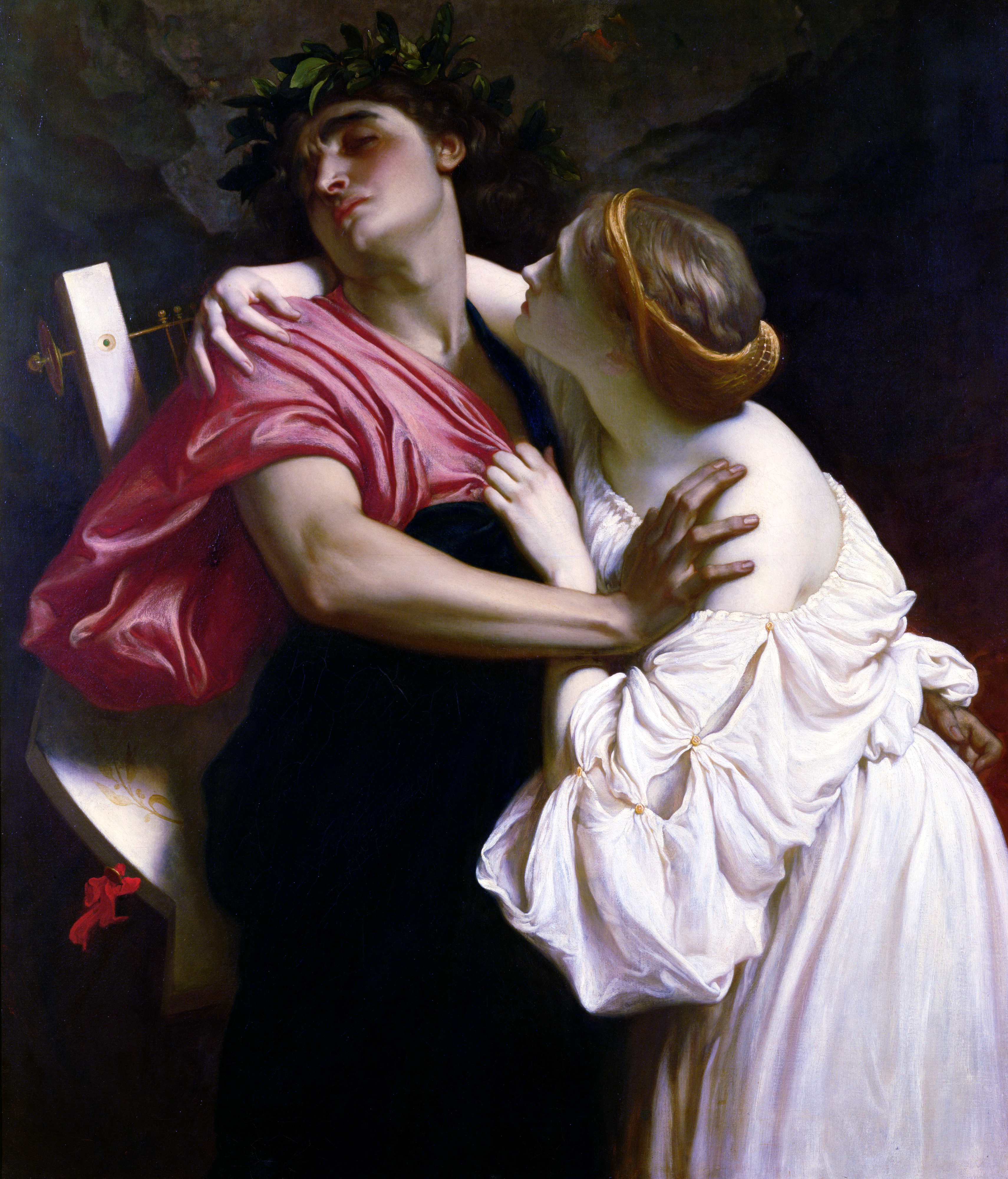
8. Frederic Leighton: Orfeu și Euridice, 1864, Leighton House Londra

Începând cu cea de-a doua jumǎtate a sec. XVI, tema iubirii lui Orfeu pentru Euridice devine pentru Școala din Fontainebleau galantă, după cum se observă la Niccolo dell' Abbate („Orfeu și Euridice”, 188 x 237 cm, National Gallery, Londra ), unde peisajul joacă deja rolul important pe care îl va avea în Franța secolului XVII, mai ales în viziunea idealizantă a lui Nicolas Poussin (Fig. 7).

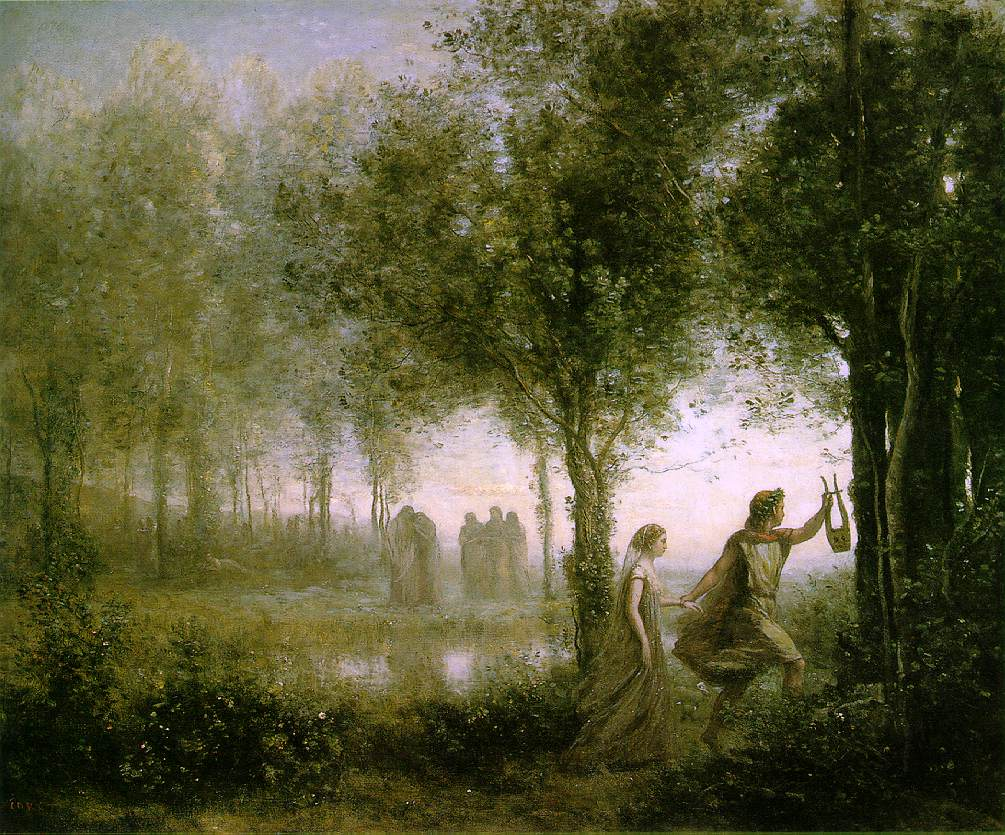
9. Camille Corot: Orfeu o salvează pe Euridice din infern, 1861, 112,3 x 137,1 cm, Museum of Fine Arts, Houston

Jean-Baptiste Camille Corot acordǎ și el, din vocație și fiind ancorat stilistic în clasicism, peisajului nebulos din „Orfeu o salvează pe Euridice din infern” multă atenție (Fig. 9). Atât tema neobișnuită a salvării prin voința artistului cât și gestica simbolică, atmosfera însăși lasă încă să se simtă fiorul romanticii. Deja compatriotul său Pierre Lacour reprezentase în 1802 „Pierderea Euridicei” printr-o compoziție dominată de contrastele formale și coloristice puternice tipice romantismului francez. Romantic interpretează și Gustave Moreau tema, dar într-o versiune simbolică, calmă din punct de vedere formal (Fig. 10). Acea „Schauer- und Nachtromantik”, care era la Lacourt sau Johann Heinrich Füssli conștientă de partea întunecată a realității, supraviețuiește în simbolismul francez tocmai prin Orfeu, arhetipul artistului nefericit și neînțeles.  

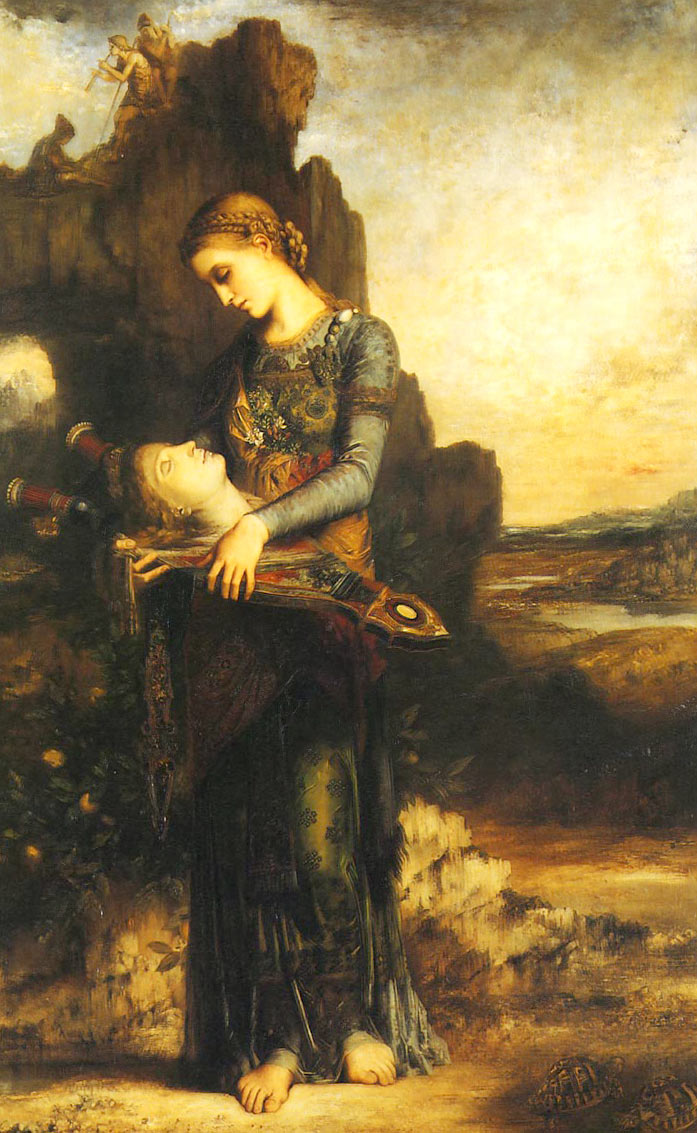
10. Gustave Moreau: „Tânără tracă purtând capul lui Orfeu” (1866), 154 x 99.5 cm, Musee d'Orsay, Paris

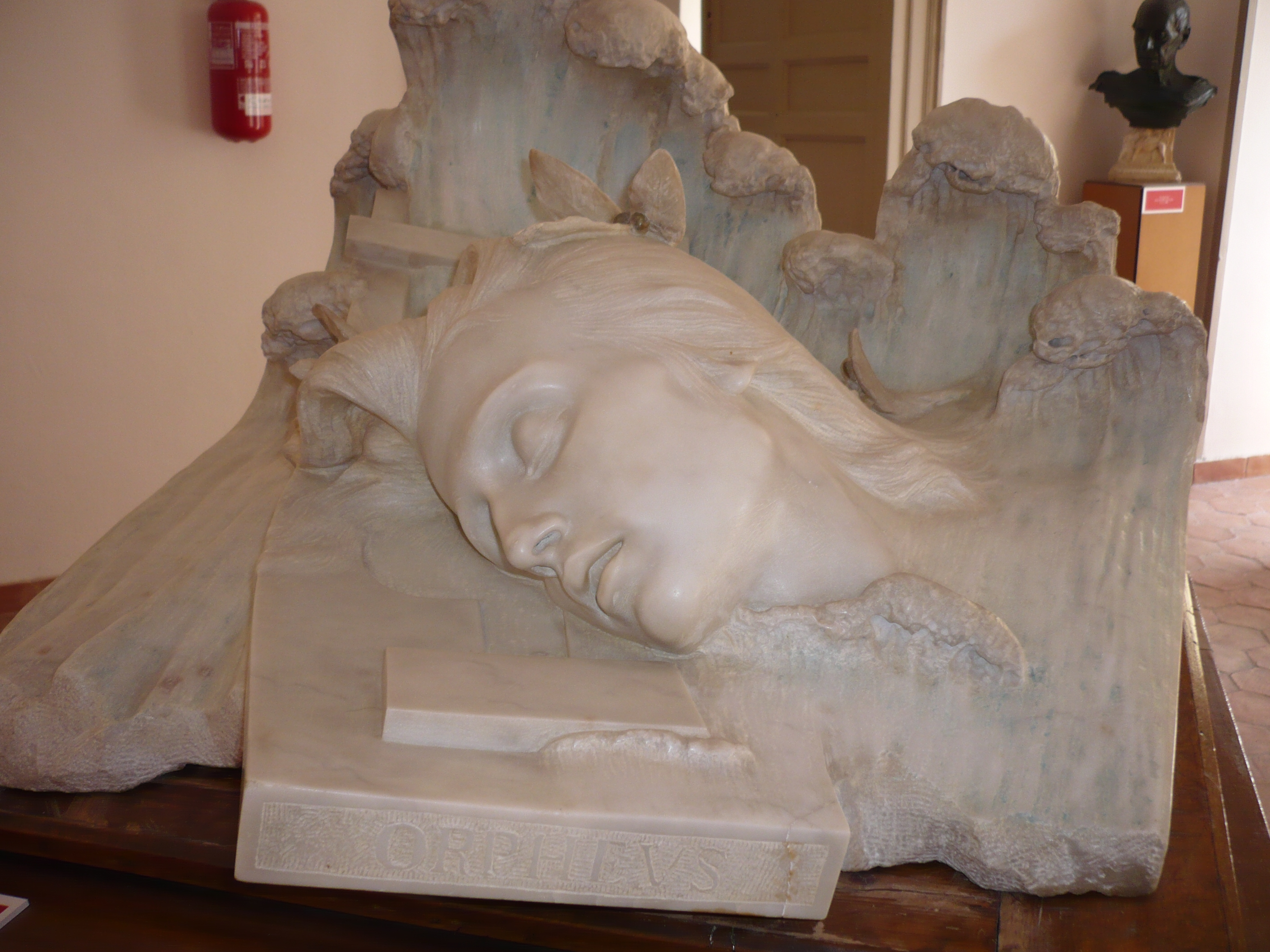
11.Michael Tripisciano: "Moartea lui Orfeu ", (1898), Tripisciano Muzeul di Palazzo Moncada, Caltanissetta

Condiția lui Orfeu ca artist rămâne un subiect și în arta de „Fin de siècle”, neducând lipsă de formulări patetice. Stranie este interpretarea dată de Lord Frederic Leighton temei, potrivit căreia Orfeu acceptă implacabilitatea destinului său și se desprinde aproape violent din ultima îmbrățișare a Euridicei (Fig. 8). 
Tragedia pierderii Euridicei îl preocupă și pe Auguste Rodin. Grupul „Orfeu și Euridice părăsind infernul” (versiunea în marmură din 1893 în Metropolitan Museum of Art New York) este inclus ulterior, precum multe alte compoziții ale sculptorului, în „Poarta Infernului”. Orfeu este surprins de Rodin în momentul în care regretă că și-a zărit iubita, acoperindu-și deznădăjduit ochii. Dramatismul scenei amintește de cele două statui ale clasicistului Antonio Canova, „Orfeu” (1775-76) și „Euridice” (1773-75), care aveau de asemenea ca temă căderea definitivă a nimfei în Tartar (Museo Correr, Veneția).      
În ajunul primului război mondial, poetul Guillaume Apollinaire încearcă să lanseze „Orfismul” ca mișcare avangardistă în pictură, avându-l ca protagonist pe Robert Delaunay. Mișcarea s-a înțeles ca o continuare a cubismului analitic cu accentul pus pe muzicalitatea și ritmul culorilor, dar a rămas un episod de scurtă durată. 
Cu mijloacele cubismului analitic îl interpreteazǎ Ossip Zadkine pe cântǎreț în 1956, adǎugând torsiunilor cubiste goluri și sfârtecǎri în corpul plastic, care denotǎ atât tragicul personajului cât și convingerea de a nu-i putea da temei decât o formulare provizorie, proteicǎ (Fig. 1 ). În accepția actului de creație ca proces reluat mereu de la zero, spulberându-și chiar în momentul realizării roadele, constă compatibilitatea mitului străvechi cu conștiința artistului modern.

## Orfeu în cinematografie
- Orfeu (Orphée), Franța 1949. În versiunea lui Cocteau, Orfeu este un celebru poet parizian care pătrunde în lumea de apoi căutând Moartea, de care este fascinat. Filmul se înțelege ca o continuare a Sângelui unui poet din 1931 și abundă de aluzii mitologice, metafore și reflexii ironice cu privire la condiția artistului modern.

Ca la Offenbach, Orfeu are cu Euridice o relație plină de tensiuni. El este într-o bună zi martorul unui accident: tânărul poet avangardist Cégeste este călcat de un Rolls Royce. Șoferul care provocase accidentul, Heurtebise, ia în mașină trupul neînsuflețit și îi cere și lui Orfeu să urce. Astfel, acesta face cunoștința unei misterioase prințese, care-l conduce într-un tărâm straniu, descris de Cocteau prin proiecția negativă a filmului, cu procedeul folosit și de Friedrich Wilhelm Murnau în Nosferatu (1921). Ajuns la reședința labirintică a Prințesei, eroul descoperă cum aceasta îl readuce pe Cégeste la viață, trecând cu el printr-o oglindă. Orfeu încearcă zadarnic să-i urmeze, își pierde cunoștința și își revine după aceea pe o plajă pustie, lungit și cu capul într-o băltoacă, aceasta simbolizând în mod ironic oglinda. După un timp îl găsește pe Heurtebise în Rolls Royce-ul lui și este dus acasă, unde toată lumea era îngrijorată de lipsa lui. Acolo, el își reia puțin morocănos viața conjugală alături de o Euridice candidă și anostă, care este gravidă. Madame la Mort este însă îndrăgostită de poet și îl ademenește să treacă prin oglindă pe tărâmul ei, unde se înfiripă într-adevăr o romanță între ei. De aceea, Euridice este până la urmă răpită și ținută ostatică de Moartea geloasă. Heurtebise o iubește însă pe Euridice și-l  călăuzește pe Orfeu în lumea de apoi, caracterizată ca un oraș în ruine. Acolo, eroul trebuie să-și revendice soția în fața unui tribunal subpământean, ai cărui judecători sunt în mod kafkian înfățișați ca niște birocrați cu vederi înguste. Condiția lor absurdă pentru eliberarea Euridicei este renunțul lui Orfeu de a o mai privi vreodată. Ea nu poate fi respectată, așa că Euridice moare pentru a doua oară. Și poetul își găsește moartea, împușcat de admiratoarele sale isterice, care sunt în postură de "bacante", dar Prințesa și Heurtebise se sacrifică în final pentru iubirea lor. Poetul se întoarce deci cu Euridice în lumea celor vii, învingând moartea.
- Orfeu negru (Orfeu Negro), Franța/ Italia/ Brazilia 1959. Mitul este strămutat de către Marcel Camus în actualitatea locuitorilor de origine africană din favellas, pe fundalul carnavalului din Rio de Janeiro. Actorii sunt în majoritate neprofesioniști.

Un simplu conductor de tramvai, cântăreț amator la chitară, este în rolul unui "Orfeu negru" care se îndrăgostește, deși este deja logodit cu focoasa Mira, de Euridice. Aceasta a fugit de la o plantație de frica unor asasini plătiți. În timpul unei probe pentru procesiunea de carnaval, Euridicei îi sare în față un personaj extrem de agil, costumat ca personificarea morții. Orfeu reușește de această dată să intervină, oprindu-l pe mascat să o urmărească pe fată. După o noapte petrecută împreună, Orfeu și Euridice se străduiesc zadarnic în timpul primei zile de carnaval să-și ascundă legătura. Aflând de iubirea lor, geloasa Mira se năpustește asupra rivalei, gata să o înjunghie, dar este oprită de mascatul care reprezintă "Moartea". Acest anonim o gonește pe Euridice până la un hangar de tramvaie. Între timp s-a așternut întunericul, așa încât hangarul apare ca un loc sumbru și ciudat, străbătut ca iadul de reflexe roșietice. Decorul și lumina amintesc aici de filmele expresioniste. Orfeu ajunge și el în hangar. Pentru a avea lumină, el pune în funcțiune generatorul de curent, provocând astfel moartea iubitei sale, care se agățase de linia suspendată a tramvaiului. "Moartea" îl trântește pe Orfeu la pământ și fuge. Acesta se regăsește după leșinul său singur în hangar și începe disperat să o caute pe Euridice, într-o odisee nocturnă compusă din patru episoade. Pentru un timp este însoțit în căutarea lui de un băiețaș. Orfeu își începe cercetările într-un spital, le continuă apoi la un oficiu pentru anunțuri de dispariție. Într-o casă unde se celebrează un ritual de Macumba, i se pare pe urmă chiar că aude o bătrână vorbind cu vocea iubitei, dar speranțele i se spulberă atunci când o găsește pe aceasta la morgă. Cu trupul ei în brațe, Orfeu se întoarce acasă, unde este ucis de furioasa Mira. Niște copii îi găsesc chitara și cântă până la răsăritul soarelui în secvența finală a filmului.
- Orfeu în infern (The Fugitive Kind), S.U.A. 1959. Relația dintre un muzician și o femeie căsătorită eșuează datorită unei societăți intolerante. Filmul este o transpunere relativ fidelă a piesei de teatru a lui Williams[86].

- Testamentul lui Orfeu (Le testament d’Orphée. Ou ne me demandez pas pourquoi, Franța 1960. Filmul este o continuare a lui Orphée prin diverse episoade, independente între ele din punct de vedere narativ. Ultima operă cinematografică a lui Cocteau oscilează mereu între patos și ironie, este plină de citate proprii și își găsește punctul culminant într-un proces de judecată care include personajele filmelor sale[87].

- The way it is or Eurydice in the avenues, S.U.A. 1984. Un ansamblu de teatru din New York tocmai repetă piesa Orfeu a lui Cocteau, când una dintre actrițe este ucisă într-un parc. Membrii ansamblului sunt bănuiți rând pe rând de crimă, dar acțiunea aceasta, tipică filmului polițist și psihologizant, servește doar contrastului cu elementele poetice ale cinematografului european, introduse prin introspecția personajelor. Realitatea și ficțiunea se întrepătrund aici, ca laturile unei benzi a lui Möbius[88].

- O iubire fără sfârșit (What dreams may come), S.U.A. 1998. Filmul lui Ward adoptă unele motive din viziunea dantescă asupra paradisului și a iadului și desfășoară pe fundalul ei, uneori fascinant din punct de vedere vizual, melodrama fără profunzime psihologică a salvării unei femei din iad de către soțul ei iubitor. Atât jocul cu aluziile mitologice cât și muzica pompoasă intenționează să susțină pretențiile de capodoperă ale filmului, produs la vremea lui foarte costisitor, cu cele mai noi efecte vizuale.

Personajul principal este un medic pediatru care își pierde într-un accident copiii. Iubindu-și mult soția, cu care se consideră înrudit ca suflet geamăn, el se dedică după nenorocire numai ei. Atunci când și el este ucis într-un accident rutier, soția lui, pictoriță de profesie, își ia viața. Într-o lume de apoi conformă cu interpretarea trivială a creștinismului, eroul se regăsește într-un paradis creat de propria lui fantezie, bazat pe tablourile cu culori intense ale soției. Aceasta este lăsată pradă deznădejdii într-un iad dantesc, însă este salvată până la urmă de iubirea soțului ei. Limitele bunului gust sunt demult depășite atunci când, în scena finală, perechea reîncarnată se reîntâlnește pe pământ, ca într-o ilustrată kitsch în postura a doi copii fermecați unul de celălalt.

### Literatură despre Orfeu și Tracia
- Alexandru Mitru: Legendele Olimpului, 2 vol., București 1972 (72007), vol. 2 Eroii, p. 135-144.
- Otto Kern (editor): Orphicorum fragmenta, Berlin 1922. 2 Dublin/Zürich 1972.
- Mircea Eliade: Istoria credințelor și ideilor religioase, vol. 2, București 1986, p. 177 s.
- Fritz Graf: Orpheus: A Poet among Men, în: Jan Bremmer (îngrijitor de ediție): Interpretations of Greek Mythology, Londra / Sidney 1987, p. 80-106.
- Jan Bremmer: Orpheus: From Guru To Gay, în: Philippe Borgeaud (îngrijitor de ediție): Orphisme et Orphée - en l´honneur de Jean Rudhardt, Geneva 1991 (= Recherches et Rencontres. Publications de la Faculté des lettres de Genève 3), p. 12-30.
- Claudia Maurer Zenck (îngrijitoare de ediție): Der Orpheus-Mythos von der Antike bis zur Gegenwart. Discursurile unei prelegeri interdisciplinare ținute la Universitatea Hamburg, semestrul de vară 2003, Peter Lang: Frankfurt a. M. 2004 (= Hamburger Jahrbuch für Musikwissenschaft, Redacția Kai Stefan Lothwesen, vol. 21).
- Die Thraker. Das goldene Reich des Orpheus, Ausstellung 23. Juli bis 28. November 2004, Kunst- und Ausstellungshalle der Bundesrepublik Deutschland. Zabern, Mainz 2004.  ISBN 3-8053-3341-2

### Literaturǎ despre orfismul grec
- Eduard Meyer: Geschichte des Altertums, ediția a 4-a Darmstadt: Wissenschaftliche Buchgesellschaft, 1965 (repro dupǎ ediția 1884-1902), vol. III, p. 678-706.
- Jacob Burckhardt: Griechische Kulturgeschichte: Achter Abschnitt. Zur Philosophie, Wissenschaft und Redekunst. Geschichte des Altertums, în: Gesammelte Werke. Band 1-10, Darmstadt: Wissenschaftliche Buchgesellschaft, 1955-1959 (repro dupǎ ediția 1898-1902), vol. VII, p. 422.
- Ernst Maass: Orpheus. Untersuchungen zur griechischen, römischen, altchristlichen Jenseitsdichtung und Religion. Beck, München 1895, Scientia-Verl., Aalen 1974 (Repr.).  ISBN 3-511-00992-8
- K. Meuli: Scythica (1935), în: Gesammelte Schriften vol II, Basel/Stuttgart 1975, p. 817-879.
- Karl Kerényi: Die orphische Kosmogonie und der Ursprung der Orphic. in: Eranos 1949, p. 62‒69.
- Hermann Diels/Walther Kranz (îngrijitori de ediție): Die Fragmente der Vorsokratiker, vol. I, Berlin 61951, 1A 15a.
- R. Pettazzoni: Les Mystères Grecs et les religions à mystère de l´antiquité. Recherches récentes et problèmes nouveaux, în: „Cahiers d´Histoire Mondiale, II, 2 și 3, Paris 1955, p. 303-312, 661-667, bibliografie cu referințele esențiale.
- Mircea Eliade: Nașteri mistice, Humanitas: București 1995 (traducere din Naissances mystiques, Paris 1959), p. 137-151. ISBN 973-28-0609-5
- R. Merkelbach: Die orphischen Papyri von Derveni. Zeitschrift für Papyrologie und Epigraphik (ZPE).  Habelt, Bonn 1.1967.
- Orfismo in Magna Grecia, Atti del 14. convegno di studi sulla Magna Grecia (Taranto 6-10 ottobre 1974), Napoli 1975.
- Agostino Masaracchia (îngrijitor de ediție): Orfeo e l´Orfismo, Atti del Seminario Nazionale (Roma-Perugia 1985-1991), Roma 1993.
- Marco Antonio Santamaria Alvarez: Orfeo y el orfismo. Actualización bibliográfica (1992-2003), apărut periodic în: 'Ilu. Revista de Ciencias de las Religiones. Nr. 0 (1995) - Nr. 8 (2003).
- Dorothea Frede: Die Orphik - Mysterienreligion oder Philosophie?, în: Claudia Maurer Zenck (îngrijitoare de ediție): Der Orpheus-Mythos von der Antike bis zur Gegenwart. Discursurile unei prelegeri interdisciplinare ținute la Universitatea Hamburg, semestrul de vară 2003, Peter Lang: Frankfurt a. M. 2004 (= Hamburger Jahrbuch für Musikwissenschaft, Redaktion Kai Stefan Lothwesen, vol. 21), p. 229-245.

### Literatură despre Orfeu în arte
- Paul Oskar Kristeller: Supplementum Ficinianum, 2 vol., Florența 1937 (repro 1973).
- Marsilio Ficino: Théologie Platonicienne de l'immortalité des ames (=Platonica theologica de immortalite animorum), text în fr./lat., ed. & trad.: Raymond Marcel, 2 vol., Paris 1964.
- Johann Gottfried von Herder: Werke, ed. Bernhard Suphan, 33 vol., Berlin, 1877-1913 (reprint Hildesheim 1967), vol. II p. 133, vol. IV, p. 90 ss.; vol. XXII, p. 179 ss.
- J. Wirl: Orpheus in der englischen Literatur, Wien 1913.
- L. Marrone: Il mito di Orfeo nella drammatica italiana, Napoli 1919.
- P. Cabañas: El mito de Orfeo en la literatura española, Madrid 1948.
- W. Rehm: Orpheus. Der Dichter und die Toten. Selbstdeutung und Totenkult bei Novalis – Hölderlin – Rilke, Düsseldorf 1950.
- K. Ziegler: Orpheus in Renaissance und Neuzeit, în: Form und Inhalt, Festschrift Otto Schmitt, Stuttgart 1950, p. 239-256.
- D.P. Walker: Orpheus the Theologian and the Renaissance Platonists, în Journal of the Warburg and Courtauld Institutes 16 (1953), p. 100-120.
- J.B. Friedmann: Orpheus in the Middle Ages, Cambridge/Mass. 1956.
- A. Buck: Der Orpheus-Mythos in der italienischen Renaissance, Krefeld 1961 (= Schriften und Vorträge des Petrarca-Instituts Köln 15).
- E. Kushner: Le mythe d’Orphée dans la littérature française contemporaine, Quebec 1961.
- Klaus Heitmann: Typen der Deformierung antiker Mythen im Mittelalter. Am Beispiel der Orpheussage, în: Romanistisches Jahrbuch 14 (1963), p. 45-77.
- M. Owen Lee: Orpheus and Eurydice. Myth, Legend, Folklore, în C&M26 (1965), p. 402-412.
- H.B. Riffaterre: L´orphisme dans la poesie romantique: themes et style surnaturalistes, Paris 1970.
- Marcel Detienne: Orphée au miel, în: Quaderni Urbinati di Cultura Classica 12 (1971), p. 7-23.
- C.M. Kauffmann: Orpheus, the lion and the unicorn, în: Apollo 98 (1973), p. 192-196.
- E. de Lact: Het Orpheus-thema in de Nederlandse letterkunde van deze eeuw în : Hermeneus 50 (1978), p. 315-321.
- Theodor W. Adorno: Bürgerliche Oper, în: Gesammelte Schriften, Frankfurt a. M. 1978, vol. 16, p. 24-39, despre Orfeu p. 30.
- Zu Dürers Zeichnung “Der Tod des Orpheus” und verwandten Darstellungen, în: Jahrbuch der Hamburger Kunstsammlungen 23 (1978), p. 7-24.
- C.M. Pyle: Il tema di Orfeo, la musica e le favole mitologiche del tardo Quattrocento, în: Ecumenismo della cultura II. Atti del XIII convegno internaz. del Centro di studi umanistici Montepulciano, Palazzo Tarugi 1970, a cura di G. Tarugi, Florența 1981, p. 121-139.
- John Warden (îngrijitor de ediție): Orpheus. The Metamorphoses of a Myth, Toronto-Buffalo-Londra 1982.
- O. Varga: Quo vadis Musica? Cei trei vienezi și nostalgia lui Orfeu. Triplă monografie polemică, București 1983.
- R.M. San Juan: The Legend of Orpheus in Italian Art 1400-1530, (Diss.) Londra 1983.
- Ella Schwartz: Aspects of Orpheus in Classical Literature and Mythology, (Diss.) Cambridge/Mass. 1984.
- Eugen Simion: Poezia ca soteriologie. Orfeu și Euridice în spațiul bucureștean, în: Sfidarea retoricii. Jurnal german, București 1985, p. 179-185.
- A. Csampai, D. Holland (îngrijitori de ediție): Claudio Monteverdi, Orfeo. Christoph Willibald Gluck, Orpheus und Eurydike. Texte, Materialien, Kommentare, Reinbeck 1988.
- C. Segal: Orpheus. The Myth of the Poet, Baltimore/Londra 1989.
- D. M. Kosinski: Orpheus in Nineteenth-Century Symbolism, Ann Arbor: Londra 1989.
- A. Beague, J, Boulogne, A. Deremetz, F. Foulze: Les visages d´Orphée, Villeneuve d´Asc. 1989.
- M. Speiser: Orpheusdarstellungen im Kontext poetischer Programme, Innsbruck 1992.
- Le mythe d'Orphée, ediție îngrijită de John E. Jackson,  număr monografic al revistei Versants. Revue suisse des littératures romanes 24 (1993).
- H. Semmelrath: Der Orpheus-Mythos in der Kunst der italienischen Renaissance – Eine Studie zur Interpretationsgeschichte und zur Ikonologie, (Diss.) Köln 1994.
- Catherine Camboulives, Michéle Lavallée (îngrijitoare de ediție): Les Métamorphoses d´Orphée. catalogul expoziției Tourcoing - Straßburg - Brüssel 1994/1995. Tourcoing 1995.  ISBN 90-5349-167-8
- M. Owen Lee: Virgil as Orpheus. A Study of the Georgics, New York 1996.
- R. Falconer: Orpheus dis(re)membered: Milton and the myth of the poet-hero, Sheffield 1996.
- E.-M. Knittel: Orpheus im Horizont moderner Dichtungskonzeptionen, Münster 1996.
- Ilona Julia Jesnick: The image of Orpheus in Roman mosaic, an exploration of the figure of Orpheus in Graeco-Roman art and culture with special reference to its expression in the medium of mosaic in late antiquity. Bar International series. vol. 671. Diss. 1992. Archaeopress, Londra 1997.  ISBN 0-86054-862-7
- Orphée et Eurydice: mythes en mutation, ediție îngrijită de Metka Zupancic, număr monografic al revistei Religiologiques 15 (1997), online  Arhivat în 8 februarie 2007, la Wayback Machine.
- Mythos Orpheus. Texte von Vergil bis Ingeborg Bachmann, ediție îngrijită de  W. Storch. Leipzig 1997 (Reclam-Bibliothek 1590).
- Le mythe d’Orphée au XIXe et au XXe siècle, prelegeri ale colocviului cu același nume, ediție îngrijită de Pierre Brunel număr monografic al revistei Revue de littérature comparée (RLC), Didier: Paris 4 (1999).
- Pierre Brunel, Daniele Pistone (îngrijitori de ediție): Musiques d´Orphée, Paris 1999.
- Bernadette Bricout (îngrijitoare de ediție): Le regard d´Orphée. Les mythes littéraires de l´Occident, Paris 2001.
- Blick auf Orpheus. 2500 Jahre europäischer Rezeptionsgeschichte eines antiken Mythos. Ediție îngrijită de Christine Mundt-Espín, Francke: Tübingen 2003 (= Mainzer Forschungen zu Drama und Theater, vol. 29). ISBN 3-7720-2797-0
- Marcel Detienne:  The Writing of Orpheus. Greek Myth in Cultural Context. Translated by Janet Lloyd. The Johns Hopkins UP, Baltimore 2003. (L’écriture d'Orphée. Gallimard, Paris 1989.) ISBN 0-8018-6954-4
- Philippe Borgeaud (îngrijitor de ediție): Orphisme et Orphée - en l´honneur de Jean Rudhardt, Geneva 1991 (= Recherches et Rencontres. Publications de la Faculté des lettres de Genève 3).
- Maria-Xeni Garezou: capitolul Orpheus în: Lexicon Iconographicum Mythologiae Classicae (LIMC) vol. VII, Zürich / München 1994, partea 1 p. 81-105, partea 2 p. 57-77.
- Claudia Klodt: Der Orpheus-Mythos in der Antike, în: Claudia Maurer Zenck (îngrijitoare de ediție): Der Orpheus-Mythos von der Antike bis zur Gegenwart. Discursurile unei prelegeri interdisciplinare ținute la Universitatea Hamburg, semestrul de vară 2003, Peter Lang: Frankfurt a. M. 2004 (= Hamburger Jahrbuch für Musikwissenschaft, Redaktion Kai Stefan Lothwesen, vol. 21), p. 37-98. ^
- Lexikon der Kunst, editat de E. A. Seemann, Leipzig 2004, vol 5 Mosb-Q, p. 316 s.
- Monica Hărșan: Mitul lui Orfeu în dramaturgia contemporană, diss. Chișinău 2005 (http://www.scribd.com/doc/6709102/Monica-Harsan-Thesis Arhivat în 15 februarie 2009, la Wayback Machine. versiune online])
- Tatiana Oltean: Avatarurile mitului lui Orfeu în istoria muzicii, MediaMusica, Cluj-Napoca, 2012, ISBN 978-606-645-015-7
- Elena Mara Șorban: Noi și istoria muzicii, Editura Eikon, Cluj-Napoca, 2014, ISBN 978-606-711-165-1, p. 8-18.